# Liste des distinctions de Nicki Minaj
La liste des récompenses et nominations de Nicki Minaj comporte toutes les récompenses et nominations obtenues par la chanteuse et rappeuse américaine d'origine trinidadienne. Minaj signe un contrat d'enregistrement avec le label Young Money Entertainment en 2009. Elle sort par la suite quatre albums studios : Pink Friday en 2010, Pink Friday: Roman Reloaded en 2012, The Pinkprint en 2014 et Queen en 2018. Durant sa carrière, Minaj a cumulé plus de trois cents récompenses et plus de cinq cents nominations pour ses prouesses dans les domaines de la musique, de la mode et du cosmétique. En 2017, Minaj se proclame « la rappeuse la plus récompensée de l'histoire ».
Nommée aux Grammy Awards à dix reprises, Minaj n'a jamais remporté de prix. Elle est nommée pour la première fois en 2011 dans la catégorie de Meilleure performance rap en duo ou en groupe pour son apparition sur le titre My Chick Bad de Ludacris. L'année suivante, Minaj est nommée en tant que Meilleur nouvel artiste et Meilleur album rap pour son premier album Pink Friday. Elle reçoit également une nomination de la Meilleure performance rap pour son single Moment 4 Life en featuring avec Drake. En 2015, Minaj est nommée à deux reprises : Meilleure chanson rap pour Anaconda et Meilleure performance pop en duo ou en groupe pour Bang Bang en compagnie de Jessie J et Ariana Grande. Minaj reçoit trois nominations pour la 58e cérémonie des Grammy Awards en 2016, notamment Meilleur album rap pour son troisième opus The Pinkprint. En 2024, elle obtient deux nouvelles nominations pour sa collaboration avec la rappeuse new-yorkaise Ice Spice sur le titre Barbie World : Meilleure chanson rap et Meilleure chanson écrite pour un média visuel. En 2020, sa collaboration avec la chanteuse colombienne Karol G sur le titre Tusa lui vaut deux nominations aux Latin Grammy Awards.
Minaj remporte à trois reprises le prix d'Album rap/hip-hop de l'année et quatre fois celui d'Artiste rap/hip-hop de l'année aux American Music Awards, ce qui la place ex aequo avec Eminem pour le titre de rappeur le plus récompensé à la cérémonie (8). Elle réussit également l'exploit de remporter un MTV Video Music Award pour chacun des albums : le prix de la meilleure vidéo hip-hop pour Super Bass (2011), Anaconda (2015) et Chun-Li (2018) ainsi que la meilleure vidéo féminine pour Starships (2012). Elle remporte le titre de Meilleur artiste hip-hop à huit reprises lors des MTV Europe Music Awards. Minaj est à ce jour la seule rappeuse à remporter le BET Award de la Meilleure artiste féminine de hip-hop de l'année pendant sept années consécutives, de 2010 à 2016.
Minaj détient notamment le Guinness World Record du record d'entrées au Billboard Hot 100 pour une artiste solo féminine.

## Acervo Music Awards
Les Acervo Music Awards sont des récompenses soumises au vote des internautes et organisées par le blog brésilien Acervo News. Minaj a reçu deux prix en 2022.
| Année | Travail nommé | Catégorie                       | Résultat |
| ----- | ------------- | ------------------------------- | -------- |
| 2022  | Elle-même     | Best Global Rap Artist          | Lauréat  |
| 2022  | Elle-même     | Artiste internationale préférée | Lauréat  |

## Actuality Awards
Les Actuality Awards sont des récompenses musicales remises depuis 2017 par la station de radio espagnole Actuality FM. Minaj a reçu un prix en 2020.
| Année | Travail nommé                 | Catégorie                 | Résultat |
| ----- | ----------------------------- | ------------------------- | -------- |
| 2020  | Tusa (Karol G et Nicki Minaj) | Meilleure chanson urbaine | Lauréat  |

## American Music Awards
Les American Music Awards sont une cérémonie de récompenses annuelle créée par Dick Clark en 1973. Nicki Minaj a remporté neuf AMAs pour douze nominations.
| Année | Travail nommé                 | Catégorie                               | Résultat   |
| ----- | ----------------------------- | --------------------------------------- | ---------- |
| 2011  | Pink Friday                   | Album rap/hip-hop de l'année            | Lauréat    |
| 2011  | Elle-même                     | Artiste rap/hip-hop de l'année          | Lauréat    |
| 2012  | Elle-même                     | Artiste rap/hip-hop de l'année          | Lauréat    |
| 2012  | Elle-même                     | Artiste féminine pop/rock de l'année    | Nomination |
| 2012  | Pink Friday: Roman Reloaded   | Album pop/rock de l'année               | Nomination |
| 2012  | Pink Friday: Roman Reloaded   | Album rap/hip-hop de l'année            | Lauréat    |
| 2015  | The Pinkprint                 | Album rap/hip-hop de l'année            | Lauréat    |
| 2015  | Elle-même                     | Artiste de l'année                      | Nomination |
| 2015  | Elle-même                     | Artiste rap/hip-hop de l'année          | Lauréat    |
| 2020  | Elle-même                     | Artiste rap/hip-hop féminine de l'année | Lauréat    |
| 2020  | Tusa (Karol G et Nicki Minaj) | Chanson latino de l'année               | Lauréat    |
| 2022  | Elle-même                     | Artiste rap/hip-hop féminine de l'année | Lauréat    |

### Latin American Music Awards
Les Latin American Music Awards, équivalent latino-américains des AMAs, sont présentés annuellement par Telemundo. Les récompenses sont soumises au vote du public. Minaj a reçu trois prix en 2021.
| Année | Travail nommé                 | Catégorie                | Résultat |
| ----- | ----------------------------- | ------------------------ | -------- |
| 2021  | Tusa (Karol G et Nicki Minaj) | Chanson préférée         | Lauréat  |
| 2021  | Tusa (Karol G et Nicki Minaj) | Collaboration de l'année | Lauréat  |
| 2021  | Tusa (Karol G et Nicki Minaj) | Single de l'année        | Lauréat  |

## ASCAP Music Awards
L'American Society of Composers, Authors and Publishers (ou ASCAP) est une organisation américaine de gestion des droits d'auteurs des compositeurs, auteurs et éditeurs de musique (similaire à la SACEM en France). L'organisation honore ses membres chaque année avec les ASCAP Music Awards, des prix décernés dans sept catégories musicales : pop, rhythm & soul, film et télévision, latine, country, chrétienne et classique. Minaj a été récompensée quarante fois.

### ASCAP Latin Music Awards
Les ASCAP Latin Music Awards récompensent le travail des interprètes, compositeurs et producteurs membres de l'ASCAP dans la musique latine. Minaj a reçu deux prix.
| Année | Travail nommé                 | Catégorie          | Résultat |
| ----- | ----------------------------- | ------------------ | -------- |
| 2021  | Tusa (Karol G et Nicki Minaj) | Chanson de l'année | Lauréat  |
| 2021  | Tusa (Karol G et Nicki Minaj) | Chanson primée     | Lauréat  |

### ASCAP Pop Music Awards
Les ASCAP Pop Music Awards récompensent le travail des interprètes, compositeurs et producteurs membres de l'ASCAP dans le genre pop et ses dérivés. Minaj a reçu huit prix.
| Année | Travail nommé                                                         | Catégorie                   | Résultat |
| ----- | --------------------------------------------------------------------- | --------------------------- | -------- |
| 2011  | Bottoms Up (Trey Songz featuring Nicki Minaj)                         | Chanson la plus interprétée | Lauréat  |
| 2012  | Super Bass                                                            | Chanson la plus interprétée | Lauréat  |
| 2013  | Starships                                                             | Chanson la plus interprétée | Lauréat  |
| 2013  | Turn Me On (David Guetta featuring Nicki Minaj)                       | Chanson la plus interprétée | Lauréat  |
| 2014  | Beauty and a Beat (Justin Bieber featuring Nicki Minaj)               | Chanson la plus interprétée | Lauréat  |
| 2015  | Bang Bang (avec Jessie J et Ariana Grande)                            | Chanson la plus interprétée | Lauréat  |
| 2016  | Hey Mama (David Guetta featuring Nicki Minaj, Bebe Rexha et Afrojack) | Chanson la plus interprétée | Lauréat  |
| 2018  | Side to Side (Ariana Grande featuring Nicki Minaj)                    | Chanson la plus interprétée | Lauréat  |

### ASCAP Rhythm & Soul Music Awards
Les ASCAP Rhythm & Soul Music Awards récompensent le travail des interprètes, compositeurs et producteurs membres de l'ASCAP dans le genre urbain et ses dérivés tels que le rap, le R&B et le hip-hop. Minaj a reçu trente prix.
| Année | Travail nommé                                                                 | Catégorie                  | Résultat |
| ----- | ----------------------------------------------------------------------------- | -------------------------- | -------- |
| 2011  | Bottoms Up (Trey Songz featuring Nicki Minaj)                                 | Chanson R&B/hip-hop primée | Lauréat  |
| 2011  | My Chick Bad (Ludacris featuring Nicki Minaj)                                 | Chanson R&B/hip-hop primée | Lauréat  |
| 2011  | My Chick Bad (Ludacris featuring Nicki Minaj)                                 | Chanson rap primée         | Lauréat  |
| 2012  | Super Bass                                                                    | Chanson rap primée         | Lauréat  |
| 2012  | Super Bass                                                                    | Chanson R&B/hip-hop primée | Lauréat  |
| 2012  | Did It On'em                                                                  | Chanson R&B/hip-hop primée | Lauréat  |
| 2013  | Dance (A$$) (Remix) (Big Sean featuring Nicki Minaj)                          | Chanson R&B/hip-hop primée | Lauréat  |
| 2013  | Dance (A$$) (Remix) (Big Sean featuring Nicki Minaj)                          | Chanson rap primée         | Lauréat  |
| 2013  | Make Me Proud (Drake featuring Nicki Minaj)                                   | Chanson rap primée         | Lauréat  |
| 2013  | Make Me Proud (Drake featuring Nicki Minaj)                                   | Chanson R&B/hip-hop primée | Lauréat  |
| 2013  | Beez in the Trap (featuring 2 Chainz)                                         | Chanson R&B/hip-hop primée | Lauréat  |
| 2013  | Take It to the Head (DJ Khaled, Chris Brown, Rick Ross et Nicki Minaj)        | Chanson R&B/hip-hop primée | Lauréat  |
| 2014  | Girl On Fire (Inferno Version) (Alicia Keys featuring Nicki Minaj)            | Chanson R&B/hip-hop primée | Lauréat  |
| 2014  | Love More (Chris Brown featuring Nicki Minaj)                                 | Chanson R&B/hip-hop primée | Lauréat  |
| 2014  | Tapout (Rich Gang avec Nicki Minaj, Lil Wayne, Birdman, Mack Maine et Future) | Chanson R&B/hip-hop primée | Lauréat  |
| 2015  | Love More (Chris Brown featuring Nicki Minaj)                                 | Chanson R&B/hip-hop primée | Lauréat  |
| 2015  | ***Flawless (Remix) (Beyoncé featuring Nicki Minaj)                           | Chanson R&B/hip-hop primée | Lauréat  |
| 2016  | Throw Sum Mo (Rae Sremmurd featuring Nicki Minaj et Young Thug)               | Chanson R&B/hip-hop primée | Lauréat  |
| 2016  | Touchin, Lovin (Trey Songz featuring Nicki Minaj)                             | Chanson R&B/hip-hop primée | Lauréat  |
| 2016  | Truffle Butter (featuring Drake et Lil Wayne)                                 | Chanson R&B/hip-hop primée | Lauréat  |
| 2016  | All Eyes on You (Meek Mill featuring Nicki Minaj et Chris Brown)              | Chanson R&B/hip-hop primée | Lauréat  |
| 2016  | Only (featuring Drake, Lil Wayne et Chris Brown)                              | Chanson R&B/hip-hop primée | Lauréat  |
| 2016  | Feeling Myself (featuring Beyoncé)                                            | Chanson R&B/hip-hop primée | Lauréat  |
| 2017  | Down In The DM (Remix) (Yo Gotti featuring Nicki Minaj)                       | Chanson R&B/hip-hop primée | Lauréat  |
| 2017  | Down In The DM (Remix) (Yo Gotti featuring Nicki Minaj)                       | Chanson rap primée         | Lauréat  |
| 2018  | Rake It Up (Yo Gotti featuring Nicki Minaj)                                   | Chanson rap primée         | Lauréat  |
| 2018  | Rake It Up (Yo Gotti featuring Nicki Minaj)                                   | Chanson R&B/hip-hop primée | Lauréat  |
| 2019  | Big Bank (YG featuring 2 Chainz, Big Sean et Nicki Minaj)                     | Chanson rap primée         | Lauréat  |
| 2019  | MotorSport (Migos featuring Cardi B et Nicki Minaj)                           | Chanson rap primée         | Lauréat  |
| 2019  | I'm Getting Ready (Tasha Cobbs-Leonard featuring Nicki Minaj)                 | Chanson gospel primée      | Lauréat  |

## BDB Certified Spin Awards
Les BDB Certified Spin Awards étaient des récompenses remises par le Nielsen Broadcast Data Systems, un service qui documente et comptabilise la diffusion des chansons à la radio, la télévision et sur Internet en se basant notamment sur leurs fréquences de rotations. Le service est une filiale de la Nielsen Corporation, qui publie les classements musicaux aux États-Unis et au Canada. Jusqu'en 2011, ces prix étaient remis aux chansons les plus ajoutées à la radio et ayant le plus grand impact sur le public. Minaj, Left Eye, Lil' Kim et Missy Elliott sont les seules rappeuses à avoir remporté un BDB Certified Spin Award. Minaj a reçu dix prix.
| Année | Travail nommé                                                        | Catégorie                                    | Résultat |
| ----- | -------------------------------------------------------------------- | -------------------------------------------- | -------- |
| 2010  | Right Thru Me                                                        | BDB Certified Spin Award (50 000 rotations)  | Lauréat  |
| 2010  | BedRock (avec Young Money)                                           | BDB Certified Spin Award (100 000 rotations) | Lauréat  |
| 2010  | Check It Out (featuring Will.i.am)                                   | BDB Certified Spin Award (50 000 rotations)  | Lauréat  |
| 2010  | My Chick Bad (Ludacris featuring Nicki Minaj)                        | BDB Certified Spin Award (100 000 rotations) | Lauréat  |
| 2011  | Moment 4 Life (featuring Drake)                                      | BDB Certified Spin Award (50 000 rotations)  | Lauréat  |
| 2011  | Super Bass                                                           | BDB Certified Spin Award (300 000 rotations) | Lauréat  |
| 2011  | Where Them Girls At (David Guetta featuring Nicki Minaj et Flo Rida) | BDB Certified Spin Award (100 000 rotations) | Lauréat  |
| 2011  | Dance (A$$) (Remix) (Big Sean featuring Nicki Minaj)                 | BDB Certified Spin Award (50 000 rotations)  | Lauréat  |
| 2011  | Bottoms Up (Trey Songz featuring Nicki Minaj)                        | BDB Certified Spin Award (300 000 rotations) | Lauréat  |
| 2011  | Make Me Proud (Drake featuring Nicki Minaj)                          | BDB Certified Spin Award (50 000 rotations)  | Lauréat  |

## BellaSugar Beauty Awards
Le magazine web PopSugar organise les BellaSugar Beauty Awards afin de célébrer la beauté aussi bien extérieure qu'intérieure des femmes, des mannequins jusqu'aux actrices. Minaj a reçu une récompense en 2012.
| Année | Travail nommé | Catégorie                | Résultat |
| ----- | ------------- | ------------------------ | -------- |
| 2012  | Elle-même     | Meilleure avant-gardiste | Lauréat  |

## BET

### BET Awards (États-Unis)
Les BET Awards ont été établis en 2001 par la chaîne Black Entertainment Television pour célébrer les afro-américains et d'autres minorités en musique, théâtre, sports, et d'autres domaines du divertissement. Les prix sont décernés annuellement et diffusés en direct sur BET. Minaj est la première et seule artiste à remporter le prix de Meilleure artiste féminine de hip-hop pendant sept années consécutives. En tout, elle a remporté douze prix pour trente-cinq nominations.
| Année | Travail nommé                                                                | Catégorie                                        | Résultat   |
| ----- | ---------------------------------------------------------------------------- | ------------------------------------------------ | ---------- |
| 2010  | Elle-même                                                                    | Révélation de l'année                            | Lauréat    |
| 2010  | Elle-même                                                                    | Meilleure artiste féminine de hip-hop de l'année | Lauréat    |
| 2010  | Young Money                                                                  | Révélation de l'année                            | Nomination |
| 2010  | Young Money                                                                  | Meilleur Groupe                                  | Lauréat    |
| 2010  | BedRock                                                                      | Prix des téléspectateurs                         | Nomination |
| 2011  | Elle-même                                                                    | Meilleure artiste féminine de hip-hop de l'année | Lauréat    |
| 2011  | Elle-même                                                                    | FANdemonium award                                | Nomination |
| 2011  | Moment 4 Life                                                                | Prix des téléspectateurs                         | Nomination |
| 2011  | Bottoms Up                                                                   | Prix des téléspectateurs                         | Nomination |
| 2012  | Elle-même                                                                    | Meilleure artiste féminine hip-hop de l'année    | Lauréat    |
| 2012  | Elle-même                                                                    | FANdemonium award                                | Nomination |
| 2013  | Elle-même                                                                    | FANdemonium award                                | Nomination |
| 2013  | Elle-même                                                                    | Meilleure artiste féminine hip-hop de l'année    | Lauréat    |
| 2014  | Elle-même                                                                    | Meilleure artiste féminine hip-hop de l'année    | Lauréat    |
| 2014  | Young Money                                                                  | Meilleur Groupe                                  | Lauréat    |
| 2015  | Young Money                                                                  | Meilleur Groupe                                  | Nomination |
| 2015  | Elle-même                                                                    | Meilleure artiste féminine hip-hop de l'année    | Lauréat    |
| 2015  | Elle-même                                                                    | FANdemonium award                                | Nomination |
| 2015  | Anaconda                                                                     | Vidéo de l'année                                 | Nomination |
| 2015  | No Love (Remix)                                                              | Meilleure Collaboration                          | Nomination |
| 2015  | Only                                                                         | Prix des téléspectateurs                         | Lauréat    |
| 2015  | Throw Sum Mo                                                                 | Prix des téléspectateurs                         | Nomination |
| 2016  | Elle-même                                                                    | Meilleure artiste féminine hip-hop de l'année    | Lauréat    |
| 2016  | Feeling Myself                                                               | Meilleure collaboration                          | Nomination |
| 2017  | Elle-même                                                                    | Meilleure artiste féminine hip-hop de l'année    | Nomination |
| 2018  | Elle-même                                                                    | Meilleure artiste féminine hip-hop de l'année    | Nomination |
| 2018  | I'm Getting Ready                                                            | Dr. Bobby Jones Best Gospel/Inspirational Award  | Nomination |
| 2018  | MotorSport                                                                   | Prix des téléspectateurs                         | Nomination |
| 2019  | Elle-même                                                                    | Meilleure artiste féminine hip-hop de l'année    | Nomination |
| 2020  | Elle-même                                                                    | Meilleure artiste féminine hip-hop de l'année    | Nomination |
| 2020  | Hot Girl Summer (Megan Thee Stallion featuring Nicki Minaj et Ty Dolla Sign) | Meilleure collaboration                          | Nomination |
| 2020  | Hot Girl Summer (Megan Thee Stallion featuring Nicki Minaj et Ty Dolla Sign) | Vidéo de l'année                                 | Nomination |
| 2020  | Hot Girl Summer (Megan Thee Stallion featuring Nicki Minaj et Ty Dolla Sign) | Prix des téléspectateurs                         | Lauréat    |
| 2022  | Elle-même                                                                    | Meilleure artiste féminine de hip-hop de l'année | Nomination |
| 2022  | Whole Lotta Money (Remix) (BIA featuring Nicki Minaj)                        | Meilleure collaboration                          | Nomination |

### BET Hip-Hop Awards
La cérémonie des BET Hip-Hop Awards est diffusée chaque année sur la chaîne BET aux États-Unis et récompense les artistes, producteurs et réalisateurs de clips hip-hop. Minaj a remporté huit prix pour trente-six nominations.
| Année | Travail nommé                                                                | Catégorie                                    | Résultat   |
| ----- | ---------------------------------------------------------------------------- | -------------------------------------------- | ---------- |
| 2010  | Elle-même                                                                    | Découverte de l'année                        | Lauréat    |
| 2010  | Elle-même                                                                    | Fonceuse de l'année                          | Nomination |
| 2010  | Elle-même                                                                    | Made You Look Award (Meilleur style hip-hop) | Lauréat    |
| 2010  | Your Love                                                                    | Verizon's People Champ Award                 | Lauréat    |
| 2010  | All I Do Is Win (Remix)                                                      | Meilleur combo de l'année                    | Nomination |
| 2010  | Hello (Good Morning) (Remix)                                                 | Meilleur combo de l'année                    | Nomination |
| 2010  | BedRock                                                                      | Chanson de l'année                           | Nomination |
| 2011  | Elle-même                                                                    | MVP de l'année                               | Lauréat    |
| 2011  | Elle-même                                                                    | Parolière de l'année                         | Nomination |
| 2011  | Elle-même                                                                    | Made You Look Award (Meilleur style hip-hop) | Lauréat    |
| 2011  | Pink Friday                                                                  | CD de l'année                                | Nomination |
| 2011  | Monster                                                                      | Sweet 16: Meilleur couplet d'un featuring    | Nomination |
| 2011  | Moment 4 Life                                                                | Verizon's People Champ Award                 | Nomination |
| 2012  | Elle-même                                                                    | Made You Look Award (Meilleur style hip-hop) | Nomination |
| 2013  | Elle-même                                                                    | Made You Look Award (Meilleur style hip-hop) | Lauréat    |
| 2014  | Elle-même                                                                    | Made You Look Award (Meilleur style hip-hop) | Lauréat    |
| 2014  | Elle-même                                                                    | MVP de l'année                               | Nomination |
| 2014  | Elle-même                                                                    | Parolière de l'année                         | Nomination |
| 2014  | My Hitta (Remix)                                                             | Verizon's People Champ Award                 | Nomination |
| 2014  | Pills N Potions                                                              | Meilleure vidéo hip-hop                      | Nomination |
| 2015  | Feeling Myself                                                               | Meilleure vidéo hip-hop                      | Nomination |
| 2015  | Feeling Myself                                                               | Meilleure collaboration, duo ou groupe       | Nomination |
| 2015  | Truffle Butter                                                               | Meilleure collaboration, duo ou groupe       | Nomination |
| 2015  | The Pinkprint                                                                | Album de l'année                             | Nomination |
| 2015  | Elle-même                                                                    | MVP de l'année                               | Nomination |
| 2015  | Elle-même                                                                    | Parolière de l'année                         | Nomination |
| 2015  | Elle-même                                                                    | Fonceuse de l'année                          | Nomination |
| 2015  | Elle-même                                                                    | Meilleure performance live                   | Nomination |
| 2015  | Elle-même                                                                    | Made You Look Award (Meilleur style hip-hop) | Nomination |
| 2016  | Elle-même                                                                    | Made You Look Award (Meilleur style hip-hop) | Nomination |
| 2016  | Down In The DM (Remix)                                                       | Sweet 16: Meilleur couplet d'un featuring    | Nomination |
| 2017  | Elle-même                                                                    | Made You Look Award (Meilleur style hip-hop) | Nomination |
| 2017  | Rake It Up                                                                   | Meilleure collaboration, duo ou groupe       | Nomination |
| 2017  | Rake It Up                                                                   | Sweet 16: Meilleur couplet d'un featuring    | Lauréat    |
| 2018  | Elle-même                                                                    | Made You Look Award (Meilleur style hip-hop) | Nomination |
| 2018  | Big Bank                                                                     | Meilleure collaboration, duo ou groupe       | Nomination |
| 2020  | Hot Girl Summer (Megan Thee Stallion featuring Nicki Minaj et Ty Dolla Sign) | Meilleure collaboration, duo ou groupe       | Nomination |

## Billboard

### Billboard Latin Music Awards
Les Billboard Latin Music Awards sont des prix décernés par le magazine musical américain Billboard. Inaugurés en 1994, il s'agit de la première cérémonie de la musique latine. Minaj a reçu six nominations en 2021.
| Année | Travail nommé                 | Catégorie                                   | Résultat   |
| ----- | ----------------------------- | ------------------------------------------- | ---------- |
| 2021  | Tusa (Karol G et Nicki Minaj) | Hot Latin Song de l’année                   | Nomination |
| 2021  | Tusa (Karol G et Nicki Minaj) | Hot Latin Song of the Year, Événement vocal | Nomination |
| 2021  | Tusa (Karol G et Nicki Minaj) | Chanson Latin Airplay de l’année            | Nomination |
| 2021  | Tusa (Karol G et Nicki Minaj) | Chanson commerciale de l’année              | Nomination |
| 2021  | Tusa (Karol G et Nicki Minaj) | Chanson de rythme latin de l’année          | Nomination |
| 2021  | Elle-même                     | Artiste crossover de l'année                | Nomination |

### Billboard Music Awards
Les Billboard Music Awards sont sponsorisés par le magazine américain Billboard et ont lieu chaque année. Les récompenses sont basées sur les données de vente établies par Nielsen SoundScan et les informations radio récoltées par Nielsen Broadcast Data Systems. Minaj a remporté quatre prix pour un total de vingt-six nominations.
| Année | Travail nommé                  | Catégorie                             | Résultat   |
| ----- | ------------------------------ | ------------------------------------- | ---------- |
| 2011  | Elle-même                      | Meilleure nouvelle artiste            | Nomination |
| 2011  | Elle-même                      | Meilleure artiste rap                 | Nomination |
| 2011  | Pink Friday                    | Meilleur album rap                    | Nomination |
| 2011  | Bottoms up                     | Meilleure chanson R&B                 | Nomination |
| 2012  | Elle-même                      | Meilleure artiste féminine            | Nomination |
| 2012  | Elle-même                      | Meilleure artiste rap                 | Nomination |
| 2012  | Elle-même                      | Meilleure artiste pour chansons radio | Nomination |
| 2012  | Elle-même                      | Meilleure artiste streaming           | Nomination |
| 2012  | Super Bass                     | Meilleure chanson rap                 | Nomination |
| 2012  | Super Bass                     | Meilleure chanson streaming (audio)   | Nomination |
| 2012  | Super Bass                     | Meilleure chanson streaming (video)   | Lauréat    |
| 2013  | Elle-même                      | Meilleure artiste féminine            | Nomination |
| 2013  | Elle-même                      | Meilleure artiste rap                 | Lauréat    |
| 2013  | Elle-même                      | Meilleure artiste pour chansons radio | Nomination |
| 2013  | Elle-même                      | Meilleure artiste streaming           | Lauréat    |
| 2013  | Starships                      | Meilleure chanson dance               | Nomination |
| 2013  | Girl On Fire (Inferno Version) | Meilleure chanson R&B                 | Nomination |
| 2013  | Pink Friday: Roman Reloaded    | Meilleur album rap                    | Lauréat    |
| 2015  | Elle-même                      | Meilleure artiste rap                 | Nomination |
| 2015  | Elle-même                      | Meilleure artiste streaming           | Nomination |
| 2015  | Anaconda                       | Meilleure chanson rap                 | Nomination |
| 2015  | The Pinkprint                  | Meilleur album rap                    | Nomination |
| 2016  | Hey Mama                       | Meilleure chanson dance               | Nomination |
| 2017  | Elle-même                      | Exploit en classements musicaux       | Nomination |
| 2018  | Elle-même                      | Meilleure artiste rap féminine        | Nomination |
| 2019  | Elle-même                      | Meilleure artiste rap féminine        | Nomination |

### Billboard.com's Mid-Year Music Awards
Durant la première partie de l'année, le public vote pour les Billboard.com's Mid-Year Awards. Les lauréats sont annoncés début juillet. Minaj a remporté deux prix pour un total de onze nominations.
| Année | Travail nommé              | Catégorie                                                       | Résultat   |
| ----- | -------------------------- | --------------------------------------------------------------- | ---------- |
| 2011  | Elle-même                  | Meilleurs costumes                                              | Nomination |
| 2012  | Elle-même                  | First-half MVP                                                  | Nomination |
| 2012  | Nicki Minaj & Hot 97       | Querelle la plus mémorable                                      | Nomination |
| 2013  | Nicki Minaj & Mariah Carey | Querelle la plus mémorable                                      | Lauréat    |
| 2014  | Pills N Potions            | Meilleur clip                                                   | Nomination |
| 2014  | Pills N Potions            | Chanson qui dominera la deuxième moitié de 2014                 | Lauréat    |
| 2014  | The Pinkprint              | Évènement musical le plus attendu de la deuxième moitié de 2014 | Nomination |
| 2015  | Elle-même                  | First-half MVP                                                  | Nomination |
| 2015  | Feeling Myself             | Meilleur clip                                                   | Nomination |
| 2015  | Bitch I'm Madonna          | Meilleur clip                                                   | Nomination |
| 2015  | Nicki Minaj & Meek Mill    | Couple le plus sexy                                             | Nomination |

### Billboard Women in Music
La cérémonie annuelle des Billboard Women in Music récompense les artistes féminines pour leur rôle dans le domaine de la musique et leurs accomplissements. Minaj reçoit une première récompense en 2011. En 2019, elle reçoit le prix de « game changer » pour son impact dans l'industrie musicale.
| Année | Travail nommé | Catégorie       | Résultat |
| ----- | ------------- | --------------- | -------- |
| 2011  | Elle-même     | Étoile montante | Lauréat  |
| 2019  | Elle-même     | Game changer    | Lauréat  |

## BMI Awards
Broadcast Music, Inc. est une organisation américaine de collecte des droits d'auteur pour les écrivains, compositeurs et producteurs de chansons. Elle organise chaque année la cérémonie des BMI Awards dans diverses catégories. Minaj a reçu onze BMI London Awards, sept BMI Pop Awards, vingt-sept BMI R&B/Hip-Hop awards, un BMI Latin Award et deux BMI Trailblazers of Gospel Music Awards.

### BMI Latin Awards
| Année | Travail nommé                 | Catégorie                   | Résultat |
| ----- | ----------------------------- | --------------------------- | -------- |
| 2022  | Tusa (Karol G et Nicki Minaj) | Latin Publisher of the Year | Lauréat  |

### BMI London Awards
| Année | Travail nommé       | Catégorie           | Résultat |
| ----- | ------------------- | ------------------- | -------- |
| 2011  | Your Love           | Award-winning songs | Lauréat  |
| 2011  | Check It Out        | Award-winning songs | Lauréat  |
| 2012  | Where Them Girls At | Award-winning songs | Lauréat  |
| 2013  | Starships           | Award-winning songs | Lauréat  |
| 2013  | Pound the Alarm     | Award-winning songs | Lauréat  |
| 2013  | Turn Me On          | Award-winning songs | Lauréat  |
| 2013  | Beauty and a Beat   | Award-winning songs | Lauréat  |
| 2016  | Hey Mama            | Award-winning songs | Lauréat  |
| 2016  | Hey Mama            | Dance Award         | Lauréat  |
| 2019  | Fefe                | Award-winning songs | Lauréat  |
| 2019  | MotorSport          | Award-winning songs | Lauréat  |

### BMI Pop Awards
| Année | Travail nommé     | Catégorie           | Résultat |
| ----- | ----------------- | ------------------- | -------- |
| 2012  | Super Bass        | Award-winning songs | Lauréat  |
| 2013  | Starships         | Award-winning songs | Lauréat  |
| 2013  | Turn Me On        | Award-winning songs | Lauréat  |
| 2014  | Beauty and a Beat | Award-winning songs | Lauréat  |
| 2016  | Bang Bang         | Award-winning songs | Lauréat  |
| 2016  | Hey Mama          | Award-winning songs | Lauréat  |
| 2018  | Side to Side      | Award-winning songs | Lauréat  |

### BMI Urban Awards
| Année | Travail nommé                  | Catégorie                                       | Résultat |
| ----- | ------------------------------ | ----------------------------------------------- | -------- |
| 2011  | BedRock                        | Award-winning songs                             | Lauréat  |
| 2011  | Bottoms Up                     | Award-winning songs                             | Lauréat  |
| 2011  | My Chick Bad                   | Award-winning songs                             | Lauréat  |
| 2011  | Your Love                      | Award-winning songs                             | Lauréat  |
| 2012  | Super Bass                     | Chanson de l'année                              | Lauréat  |
| 2012  | Super Bass                     | Award-winning songs                             | Lauréat  |
| 2012  | Fly                            | Award-winning songs                             | Lauréat  |
| 2012  | Moment 4 Life                  | Award-winning songs                             | Lauréat  |
| 2012  | Make Me Proud                  | Hot R&B/Hip-Hop Airplay & Hot R&B/Hip-Hop Songs | Lauréat  |
| 2012  | Make Me Proud                  | Hot Rap Songs                                   | Lauréat  |
| 2013  | Elle-même                      | Compositrice de l'année                         | Lauréat  |
| 2013  | Starships                      | Chanson de l'année                              | Lauréat  |
| 2013  | Starships                      | Award-winning songs                             | Lauréat  |
| 2013  | Dance (A$$)                    | Award-winning songs                             | Lauréat  |
| 2013  | Girl On Fire (Inferno Version) | Award-winning songs                             | Lauréat  |
| 2013  | Make Me Proud                  | Award-winning songs                             | Lauréat  |
| 2014  | Love More                      | Chansons R&B/hip-hop les plus jouées            | Lauréat  |
| 2015  | Anaconda                       | Chansons R&B/hip-hop les plus jouées            | Lauréat  |
| 2016  | All Eyes on You                | Chansons R&B/hip-hop les plus jouées            | Lauréat  |
| 2016  | Only                           | Chansons R&B/hip-hop les plus jouées            | Lauréat  |
| 2016  | Truffle Butter                 | Chansons R&B/hip-hop les plus jouées            | Lauréat  |
| 2016  | The Night Is Still Young       | Chansons R&B/hip-hop les plus jouées            | Lauréat  |
| 2017  | Do You Mind                    | Chansons R&B/hip-hop les plus jouées            | Lauréat  |
| 2018  | Rake It Up                     | Chansons R&B/hip-hop les plus jouées            | Lauréat  |
| 2019  | Big Bank                       | Award-winning songs                             | Lauréat  |
| 2019  | Fefe                           | Award-winning songs                             | Lauréat  |
| 2019  | MotorSport                     | Award-winning songs                             | Lauréat  |

### BMI Trailblazers of Gospel Music Awards
| Année | Travail nommé                                                 | Catégorie           | Résultat |
| ----- | ------------------------------------------------------------- | ------------------- | -------- |
| 2020  | I'm Getting Ready (Tasha Cobbs-Leonard featuring Nicki Minaj) | Award-winning songs | Lauréat  |
| 2020  | I'm Getting Ready (Tasha Cobbs-Leonard featuring Nicki Minaj) | Chanson de l'année  | Lauréat  |

## Boston Music Awards
Les Boston Music Awards sont des prix remis depuis 1987 pour récompenser le talent artistique présent à Boston et aux alentours. Pour sa collaboration avec la rappeuse BIA, originaire de la ville, Minaj a reçu un prix en 2022.
| Année | Travail nommé                                         | Catégorie          | Résultat |
| ----- | ----------------------------------------------------- | ------------------ | -------- |
| 2022  | Whole Lotta Money (Remix) (BIA featuring Nicki Minaj) | Chanson de l'année | Lauréat  |

## Bravo Otto
Le Bravo Otto est un prix attribué depuis 1957 par les lecteurs du magazine allemand Bravo. Il récompense l'excellence dans le domaine du cinéma, de la télévision et de la musique notamment. Le prix est décerné en or, argent et bronze. Minaj a reçu trois Bravo Otto de bronze.
| Année | Travail nommé | Catégorie         | Résultat |
| ----- | ------------- | ----------------- | -------- |
| 2012  | Elle-même     | Super Rappeur(se) | Bronze   |
| 2013  | Elle-même     | Super Rappeur(se) | Bronze   |
| 2015  | Elle-même     | Super Rappeur(se) | Bronze   |

## Break The Internet Awards
En 2018, Paper Magazine a organisé les Break The Internet Awards pour récompenser les moments ou les personnalités qui ont généré le plus grand buzz (ou « cassé Internet ») sur le web tout au long de l'année. Les lecteurs du magazine ont voté sur le site web. Minaj a reçu deux nominations.
| Année | Travail nommé               | Catégorie                  | Résultat   |
| ----- | --------------------------- | -------------------------- | ---------- |
| 2018  | Queen                       | Sortie musicale de l'année | Nomination |
| 2018  | Couverture de l'album Queen | Photo Instagram de l'année | Nomination |

## BreakTudo Awards
Les BreakTudo Awards sont des prix brésiliens remis chaque année pour récompenser l'excellence dans les domaines de la musique, du cinéma, de la télévision et sur l'Internet brésilien. Le public vote en ligne pour les nominations puis pour élire les vainqueurs. Minaj a reçu une nomination en 2019 puis deux en 2020.
| Année | Travail nommé                                              | Catégorie                       | Résultat   |
| ----- | ---------------------------------------------------------- | ------------------------------- | ---------- |
| 2019  | Goodbye (avec Jason Derulo, Willy William et David Guetta) | Collaboration de l'année        | Nomination |
| 2020  | Tusa (Karol G et Nicki Minaj)                              | Collaboration de l'année        | Nomination |
| 2020  | Elle-même                                                  | Artiste féminine internationale | Nomination |

## Brit Awards
Les Brit Awards sont les prix annuels de la pop britannique, organisés par la British Phonographic Industry. Minaj a remporté un BRIT Award pour deux nominations.
| Année | Travail nommé | Catégorie                            | Résultat   |
| ----- | ------------- | ------------------------------------ | ---------- |
| 2012  | Elle-même     | Révélation internationale de l'année | Nomination |
| 2019  | Woman Like Me | Vidéo britannique de l'année         | Lauréat    |

## Capital Loves Awards
Les Capital Loves Awards sont des prix remis par la station de radio britannique Capital FM depuis 2013, récompensant le meilleur de la musique. Minaj a été nommée une fois.
| Année | Travail nommé                              | Catégorie       | Résultat   |
| ----- | ------------------------------------------ | --------------- | ---------- |
| 2014  | Bang Bang (avec Jessie J et Ariana Grande) | Meilleur single | Nomination |

## Capricho Awards
Les Capricho Awards sont des prix remis par le magazine brésilien pour jeunes Capricho, soumis aux votes des lecteurs et récompensant le meilleur de l'industrie du divertissement. Minaj a remporté un prix.
| Année | Travail nommé | Catégorie                            | Résultat |
| ----- | ------------- | ------------------------------------ | -------- |
| 2011  | Elle-même     | Révélation internationale de l'année | Lauréat  |

## Caribbean Music Awards
Les Caribbean Music Awards sont une remise de prix organisée en 2023 par le Caribbean Elite Group, dans le but de célébrer la musique, la population et la culture originaire des Antilles. Minaj a été récompensée une fois.
| Année | Travail nommé            | Catégorie                                   | Résultat |
| ----- | ------------------------ | ------------------------------------------- | -------- |
| 2023  | Likkle Miss (avec Skeng) | Collaboration de l'année - Reggae/Dancehall | Lauréat  |

## Cosmopolitan Beauty Awards
La cérémonie des Cosmopolitan Beauty Awards est un évènement annuel organisé par le magazine de mode américain Cosmopolitan. Au total, un panel d'experts juge 250 produits pour en récompenser 52. Les gagnants représentent l'excellence dans chaque domaine de la beauté : coiffure, maquillage, cosmétique et parfums. Minaj a remporté un prix dans la catégorie parfumerie.
| Année | Travail nommé | Catégorie                    | Résultat |
| ----- | ------------- | ---------------------------- | -------- |
| 2013  | Pink Friday   | Meilleur parfum de célébrité | Lauréat  |

## Dorian Awards
La cérémonie des Dorian Awards est un évènement annuel organisé par la GALECA (Gay and Lesbian Entertainment Critics Association). Minaj a reçu une nomination.
| Année | Travail nommé | Catégorie        | Résultat   |
| ----- | ------------- | ---------------- | ---------- |
| 2014  | Anaconda      | Vidéo de l'année | Nomination |

## Ebony Power 100
Ebony Power 100 est un listicle publié par le magazine nord-américain Ebony, honorant les 100 personnalités afro-américaines les plus influentes de l'année. Minaj a été nommée une fois en 2012.
| Année | Travail nommé | Catégorie | Résultat |
| ----- | ------------- | --------- | -------- |
| 2012  | Elle-même     | Honorée   | Lauréat  |

## FABY Awards
Le blog de mode américain FashionBombDaily.com inaugure en 2019 les FABY Awards, des prix votés par les internautes pour récompenser le meilleur de la mode. Minaj a été récompensée pour sa collection FendiPrintsOn.
| Année | Travail nommé       | Catégorie                     | Résultat |
| ----- | ------------------- | ----------------------------- | -------- |
| 2019  | Nicki Minaj x Fendi | Collaboration mode de l'année | Lauréat  |

## Fashion Los Angeles Awards
Les Fashion Los Angeles Awards sont une cérémonie prestigieuse de remise de prix dans l'industrie de la mode, créée par le Daily Front Row's en 2014. Minaj remporte le prix de « rebelle de la mode » en 2017.
| Année | Travail nommé | Catégorie          | Résultat |
| ----- | ------------- | ------------------ | -------- |
| 2017  | Elle-même     | Rebelle de la mode | Lauréat, |

## FiFi Awards
Les FiFi Awards sont des récompenses américaines décernées chaque année depuis 1973 à New York et destinées à saluer l'excellence des productions mondiales de l'industrie du parfum. Ils sont considérés comme « les Oscars du parfum ». Minaj a reçu trois nominations pour son premier parfum Pink Friday en 2013.
| Année | Travail nommé | Catégorie                          | Résultat   |
| ----- | ------------- | ---------------------------------- | ---------- |
| 2013  | Pink Friday   | Parfum de l'année                  | Nomination |
| 2013  | Pink Friday   | Meilleur packaging                 | Nomination |
| 2013  | Pink Friday   | Campagne promotionnelle de l'année | Nomination |

## Global Awards
Les Global Awards sont organisés chaque année par la compagnie média britannique Global. La cérémonie récompense les chansons diffusées sur les principales stations de radio du Royaume-Uni.
| Année | Travail nommé | Catégorie         | Résultat |
| ----- | ------------- | ----------------- | -------- |
| 2019  | Woman Like Me | Meilleure chanson | Lauréat  |

## Grammy Awards
Les Grammy Awards sont décernés aux États-Unis chaque année par la National Academy of Recording Arts and Sciences. La cérémonie est considérée comme la plus prestigieuse du domaine de la musique. Minaj a reçu douze nominations depuis 2011, sans toutefois être récompensée.
| Année | Travail nommé                                   | Catégorie                                                                  | Résultat   |
| ----- | ----------------------------------------------- | -------------------------------------------------------------------------- | ---------- |
| 2011  | My Chick Bad                                    | Grammy Award de la meilleure performance rap en groupe ou en duo           | Nomination |
| 2012  | Elle-même                                       | Grammy Award du meilleur nouvel artiste                                    | Nomination |
| 2012  | Moment 4 Life                                   | Grammy Award de la meilleure performance rap                               | Nomination |
| 2012  | Pink Friday                                     | Grammy Award du meilleur album de rap                                      | Nomination |
| 2012  | Loud(en tant qu'artiste invitée)                | Grammy Award de l'album de l'année                                         | Nomination |
| 2015  | Anaconda                                        | Grammy Award de la meilleure chanson rap                                   | Nomination |
| 2015  | Bang Bang(featuring Jessie J and Ariana Grande) | Grammy Award de la meilleure performance pop d'un duo ou groupe avec chant | Nomination |
| 2016  | Only                                            | Grammy Award de la meilleure collaboration rap/chant                       | Nomination |
| 2016  | Truffle Butter                                  | Grammy Award de la meilleure performance rap                               | Nomination |
| 2016  | The Pinkprint                                   | Grammy Award du meilleur album rap                                         | Nomination |
| 2024  | Barbie World                                    | Grammy Award de la meilleure chanson rap                                   | En attente |
| 2024  | Barbie World                                    | Grammy Award de la meilleure chanson écrite pour un média visuel           | En attente |

### Latin Grammy Awards
Les Latin Grammy Awards sont une déclinaison latino-américaine des Grammy Awards. Créée et inaugurée en 2000, la cérémonie récompense le meilleur de la musique latine, selon les votes de la Latin Recording Academy. En 2020, Minaj a reçu deux nominations.
| Année | Travail nommé                 | Catégorie                 | Résultat   |
| ----- | ----------------------------- | ------------------------- | ---------- |
| 2020  | Tusa (Karol G et Nicki Minaj) | Chanson de l'année        | Nomination |
| 2020  | Tusa (Karol G et Nicki Minaj) | Enregistrement de l'année | Nomination |

## Growth Brands Awards
Les Growth Brands Awards sont des prix remis depuis 1997 récompensant les meilleures marques de boissons alcoolisées telles que la bière ou le vin. La marque de muscat Myx Fusions de Minaj a remporté un prix.
| Année | Travail nommé       | Catégorie       | Résultat |
| ----- | ------------------- | --------------- | -------- |
| 2015  | Myx Fusions Sangria | Étoile montante | Lauréat  |

## Guinness World Records
Le Livre Guinness des records est un livre de référence publié une fois par an et recensant une collection de records du monde de tous types. Minaj détient trois Guinness World Record pour ses exploits dans le classement musical américain Billboard Hot 100.
| Année | Travail nommé                                 | Catégorie                                                       | Résultat |
| ----- | --------------------------------------------- | --------------------------------------------------------------- | -------- |
| 2017  | Elle-même                                     | Record d'entrées au Billboard Hot 100 pour une artiste féminine | Lauréat  |
| 2022  | Elle-même                                     | Most US singles chart entries before reaching No.1              | Lauréat  |
| 2022  | Say So (Remix) Doja Cat featuring Nicki Minaj | Premier duo rap féminin n°1 au Hot 100                          | Lauréat  |

## HEAT Latin Music Awards
La cérémonie des HEAT Latin Music Awards est organisée chaque année depuis 2015 par la chaîne de télévision latino-américaine HTV. Elle récompense le meilleur de la musique latine. Minaj a remporté un prix pour deux nominations.
| Année | Travail nommé                 | Catégorie               | Résultat   |
| ----- | ----------------------------- | ----------------------- | ---------- |
| 2019  | Krippy Kush (Remix)           | Meilleure collaboration | Nomination |
| 2020  | Tusa (Nicki Minaj et Karol G) | Meilleure vidéo         | Lauréat    |

## HipHopDX
HipHopDX est un magazine de hip-hop en ligne américain publiant des critiques et des nouvelles sur la musique hip-hop et rap. Minaj a remporté 4 HipHopDX Year End Awards pour un total de sept nominations ainsi que cinq HipHopDX Turkey Awards.

### HipHopDXYear End Awards
| Année | Travail nommé               | Catégorie                   | Résultat   |
| ----- | --------------------------- | --------------------------- | ---------- |
| 2010  | Elle-même                   | MC de l'année               | Nomination |
| 2010  | Monster                     | Collaboration de l'année    | Lauréat    |
| 2010  | Monster                     | Couplet de l'année          | Lauréat    |
| 2012  | Pink Friday: Roman Reloaded | Album décevant de l'année   | Lauréat    |
| 2013  | Costume d'Halloween         | Cliché Instagram de l'année | Nomination |
| 2014  | Pochette d'Anaconda         | Cliché Instagram de l'année | Nomination |
| 2018  | Queen                       | Album décevant de l'année   | Lauréat    |

### HipHopDXTurkey Awards
| Année | Travail nommé                      | Catégorie                                   | Résultat |
| ----- | ---------------------------------- | ------------------------------------------- | -------- |
| 2009  | Elle-même                          | Prix "Stanley Kubrick: Can't Stop Watching" | Lauréat  |
| 2010  | Le mariage de Drake et Nicki Minaj | Prix "Wasting Our Time"                     | Lauréat  |
| 2016  | Nicki Minaj et Retch               | Prix "Joanne The Scammer"                   | Lauréat  |
| 2017  | Nicki Minaj et Remy Ma             | Prix "Beef for Breakfast, Lunch and Dinner" | Lauréat  |
| 2018  | Nicki Minaj                        | Prix "Mauvais Perdant"                      | Lauréat  |

## iHeart Radio Music Awards
iHeartRadio organise chaque année la cérémonie des iHeart Radio Music Awards pour récompenser la musique diffusée au cours de l'année sur les stations radio et la plateforme en ligne de la compagnie iHeartMedia. Minaj a remporté deux prix pour un total de huit nominations.
| Année | Travail nommé                 | Catégorie                               | Résultat   |
| ----- | ----------------------------- | --------------------------------------- | ---------- |
| 2015  | Bang Bang                     | Meilleure collaboration                 | Lauréat    |
| 2016  | Truffle Butter                | Chanson hip-hop de l'année              | Nomination |
| 2016  | Hey Mama                      | Chanson dance de l'année                | Nomination |
| 2016  | Elle-même                     | Meilleure fanbase                       | Nomination |
| 2017  | Side to Side                  | Meilleur clip                           | Nomination |
| 2018  | Swish Swish                   | Meilleur clip                           | Nomination |
| 2020  | Hot Girl Summer               | Meilleures paroles                      | Nomination |
| 2021  | Tusa (Karol G et Nicki Minaj) | Chanson reggaeton/pop latine de l'année | Lauréat    |

## International Dance Music Awards
Chaque année les International Dance Music Awards ont lieu à Miami lors de la Winter Music Conference. Minaj a reçu deux prix pour un total de seize nominations.
| Année | Travail nommé       | Catégorie                                | Résultat   |
| ----- | ------------------- | ---------------------------------------- | ---------- |
| 2012  | Super Bass          | Meilleure chanson dance R&B/Urban        | Nomination |
| 2012  | Super Bass          | Meilleure chanson dance rap/hip-hop      | Lauréat    |
| 2012  | Where Them Girls At | Meilleure chanson dance rap/hip-hop      | Nomination |
| 2012  | Elle-même           | Meilleure révélation de l'année solo     | Nomination |
| 2013  | Starships           | Meilleure chanson dance rap/hip-hop      | Nomination |
| 2013  | Pound the Alarm     | Meilleure chanson dance R&B/Urban        | Nomination |
| 2013  | Girl On Fire        | Meilleure chanson dance R&B/Urban        | Nomination |
| 2013  | Make Me Proud       | Meilleure chanson dance R&B/Urban        | Nomination |
| 2015  | Anaconda            | Meilleure chanson dance rap/hip-hop      | Nomination |
| 2015  | Bang Bang           | Meilleure chanson dance rap/hip-hop/trap | Nomination |
| 2016  | Hey Mama            | Meilleure chanson dance R&B/Urban        | Nomination |
| 2016  | Hey Mama            | Meilleure chanson dance rap/hip-hop/trap | Lauréat    |
| 2016  | Throw Sum Mo        | Meilleure chanson dance rap/hip-hop/trap | Nomination |
| 2016  | Truffle Butter      | Meilleure chanson dance rap/hip-hop/trap | Nomination |
| 2016  | Bitch I'm Madonna   | Meilleure chanson dance commerciale/pop  | Nomination |
| 2016  | Meilleur clip       | Meilleure chanson dance commerciale/pop  | Nomination |

## Japan Gold Disc Awards
Les Japan Gold Disc Awards sont une cérémonie prestigieuse organisée chaque année depuis 1999 par la Recording Industry Association of Japan. Les récompenses sont basées sur les données de ventes établies par la RIAJ. Minaj a reçu un prix.
| Année | Travail nommé | Catégorie                                    | Résultat |
| ----- | ------------- | -------------------------------------------- | -------- |
| 2012  | Elle-même     | 3 meilleurs nouveaux artistes internationaux | Lauréat  |

## JIM Awards
Les JIM Awards étaient une cérémonie de récompenses annuelle présentée par la chaîne de télévision flamande JIM de 2012 à 2015. Minaj a été nommée à quatre reprises.
| Année | Travail nommé | Catégorie                                 | Résultat   |
| ----- | ------------- | ----------------------------------------- | ---------- |
| 2013  | Elle-même     | Meilleure artiste urban                   | Nomination |
| 2015  | Elle-même     | Meilleure artiste urban                   | Nomination |
| 2015  | Elle-même     | Meilleure artiste féminine internationale | Nomination |
| 2015  | Anaconda      | Meilleure vidéo                           | Nomination |

## Kids' Choice Awards
Les Kids' Choice Awards se déroulent chaque année sur la chaîne de télévision pour jeunes Nickelodeon. Les téléspectateurs votent pour récompenser le meilleur du cinéma, de la télévision et de la musique. Minaj a été récompensé une fois pour un total de cinq nominations.
| Année | Travail nommé | Catégorie          | Résultat   |
| ----- | ------------- | ------------------ | ---------- |
| 2015  | Elle-même     | Chanteuse préférée | Nomination |
| 2015  | Bang Bang     | Chanson préférée   | Lauréat    |
| 2016  | Elle-même     | Chanteuse préférée | Nomination |
| 2017  | Side to Side  | Meilleure chanson  | Nomination |
| 2017  | Elle-même     | Chanteuse préférée | Nomination |

## Latin Music Italian Awards
Les Latin Music Italian Awards (LMIA) sont un événement musical qui a lieu chaque année dans la ville de Milan, organisé dans le but de diffuser, promouvoir et reconnaître la musique latino-américaine en Italie et en Europe. Il s'agit de l'un des événements d'Amérique latine les plus importants en Europe. Minaj a reçu deux prix pour quatre nominations en 2020.
| Année | Travail nommé                 | Catégorie                       | Résultat   |
| ----- | ----------------------------- | ------------------------------- | ---------- |
| 2020  | Tusa (Karol G et Nicki Minaj) | Meilleure chanson latine        | Lauréat    |
| 2020  | Tusa (Karol G et Nicki Minaj) | Meilleure chanson "spanglish"   | Nomination |
| 2020  | Tusa (Karol G et Nicki Minaj) | Meilleure collaboration latine  | Lauréat    |
| 2020  | Tusa (Karol G et Nicki Minaj) | Meilleure vidéo latine féminine | Nomination |

## Latino Show Music Awards
Latino Show Music est la convention internationale de musique latine qui a lieu chaque année en Colombie. Depuis 2010, elle organise la cérémonie des Latino Show Music Awards pour récompenser le meilleur de l'industrie. Minaj reçoit un prix pour un total de deux nominations en 2020.
| Année | Travail nommé                 | Catégorie                 | Résultat   |
| ----- | ----------------------------- | ------------------------- | ---------- |
| 2020  | Tusa (Karol G et Nicki Minaj) | Meilleure chanson urbaine | Lauréat    |
| 2020  | Tusa (Karol G et Nicki Minaj) | Chanson de l'année        | Nomination |

## LOS40 Music Awards
Les LOS40 Music Awards (anciennement Premios 40 Principales) sont une remise de récompenses créée par la station de radio espagnole LOS40. La première cérémonie a été inaugurée en 2006 pour célébrer le 40e anniversaire de la station. Minaj a reçu un prix pour trois nominations.
| Année | Travail nommé       | Catégorie                         | Résultat   |
| ----- | ------------------- | --------------------------------- | ---------- |
| 2012  | Elle-même           | Révélation internationale de 2012 | Nomination |
| 2020  | Tusa (avec Karol G) | Meilleure chanson latino          | Nomination |
| 2020  | Tusa (avec Karol G) | Meilleure vidéo latino            | Lauréat    |

## Love Perfume Awards
The Perfume Shop est une chaîne de parfumerie britannique créée en 1992. Chaque année elle organise les Love Perfume Awards pour récompenser les meilleurs parfums de l'année. Minaj a reçu quatre prix pour un total de six nominations.
| Année | Travail nommé | Catégorie                                 | Résultat   |
| ----- | ------------- | ----------------------------------------- | ---------- |
| 2013  | Pink Friday   | Meilleur design de flacon                 | Lauréat    |
| 2013  | Pink Friday   | Meilleur parfum de célébrité              | Lauréat    |
| 2013  | Pink Friday   | Fragrance de l'année - catégorie féminine | Nomination |
| 2014  | Minajesty     | Meilleur parfum de célébrité              | Lauréat    |
| 2016  | Onika         | Meilleur parfum de célébrité              | Lauréat    |
| 2016  | The Pinkprint | Meilleur parfum de célébrité              | Nomination |

## MOBO Awards
Les MOBO Awards (Music Of Black Origin) récompensent les artistes toutes origines et nationalités confondues qui jouent de la musique d'origine noire. Créés en 1996 par Kanya King, ils se déroulent tous les ans à Londres. Minaj a reçu un prix pour un total de quatre nominations.
| Année | Travail nommé | Catégorie                        | Résultat   |
| ----- | ------------- | -------------------------------- | ---------- |
| 2010  | Elle-même     | Meilleure artiste internationale | Nomination |
| 2011  | Elle-même     | Meilleure artiste internationale | Nomination |
| 2012  | Elle-même     | Meilleure artiste internationale | Lauréat    |
| 2014  | Elle-même     | Meilleure artiste internationale | Nomination |

## Monitor Latino Music Awards
Le 25 octobre 2020, l'organisme de classements musicaux latino-américains Monitor Latino inaugure les monitorLATINO Music Awards avec une première cérémonie, organisée de manière virtuelle en raison de l'épidémie de Covid-19. Minaj reçoit deux prix.
| Année | Travail nommé                 | Catégorie                  | Résultat |
| ----- | ----------------------------- | -------------------------- | -------- |
| 2020  | Tusa (Karol G et Nicki Minaj) | Chanson urbaine de l'année | Lauréat  |
| 2020  | Tusa (Karol G et Nicki Minaj) | Collaboration de l'année   | Lauréat  |

## MP3 Music Awards
Les MP3 Music Awards sont une remise de récompenses annuelle ayant lieu au Royaume-Uni. Les gagnants sont choisis par un vote public international. Minaj a remporté un prix pour quatre nominations.
| Année | Travail nommé | Catégorie                                    | Résultat   |
| ----- | ------------- | -------------------------------------------- | ---------- |
| 2011  | Super Bass    | 3 meilleurs nouveaux artistes internationaux | Lauréat    |
| 2012  | Fireball      | Meilleure chanson pour ados                  | Nomination |
| 2012  | Turn Me On    | House/Dance/Trance                           | Nomination |
| 2014  | Anaconda      | Radio/Charts/Téléchargements                 | Nomination |

## MPS Online Awards
Les MPS Online Awards sont une remise de prix organisée depuis 2014 par le blog musical philippin Most Played Songs, lancé en 2012. Soumises aux votes des internautes, les récompenses reconnaissent les plus grands succès de l'année de la musique philippine et internationale. Minaj a reçu un prix en 2019.
| Année | Travail nommé                                    | Catégorie                       | Résultat |
| ----- | ------------------------------------------------ | ------------------------------- | -------- |
| 2019  | Woman Like Me (Little Mix featuring Nicki Minaj) | Chanson internationale préférée | Lauréat  |

## MTV

### MTV Africa Music Awards
Les MTV Africa Music Awards (ou MAMAs) sont nés en 2008 sur MTV Networks Africa pour célébrer la musique africaine populaire. Minaj a reçu une récompense.
| Année | Travail nommé | Catégorie                        | Résultat |
| ----- | ------------- | -------------------------------- | -------- |
| 2015  | Elle-même     | Meilleure artiste internationale | Lauréat  |

### MTV Europe Music Awards
Les MTV Europe Music Awards récompensent chaque année le meilleur de la musique en Europe. Ils ont été créés par MTV Europe en 1994. Les prix sont soumis aux votes des téléspectateurs de la chaîne. Minaj a obtenu douze prix pour un total de vingt-sept nominations.
| Année | Travail nommé       | Catégorie                    | Résultat   |
| ----- | ------------------- | ---------------------------- | ---------- |
| 2012  | Elle-même           | Meilleure artiste féminine   | Nomination |
| 2012  | Elle-même           | Meilleure artiste hip-hop    | Lauréat    |
| 2012  | Elle-même           | Meilleur look                | Nomination |
| 2014  | Elle-même           | Meilleure artiste féminine   | Nomination |
| 2014  | Elle-même           | Meilleure artiste hip-hop    | Lauréat    |
| 2014  | Elle-même           | Meilleur look                | Nomination |
| 2014  | Elle-même           | Meilleure fanbase            | Nomination |
| 2015  | Elle-même           | Meilleure artiste féminine   | Nomination |
| 2015  | Elle-même           | Meilleure artiste hip-hop    | Lauréat    |
| 2015  | Elle-même           | Meilleure artiste États-Unis | Nomination |
| 2015  | Elle-même           | Meilleur look                | Nomination |
| 2015  | Hey Mama            | Meilleure collaboration      | Nomination |
| 2018  | Elle-même           | Meilleure artiste hip-hop    | Lauréat    |
| 2018  | Elle-même           | Meilleur look                | Lauréat    |
| 2019  | Elle-même           | Meilleure artiste hip-hop    | Lauréat    |
| 2020  | Tusa (avec Karol G) | Vidéo de l'année             | Nomination |
| 2020  | Tusa (avec Karol G) | Meilleure collaboration      | Lauréat    |
| 2021  | Elle-même           | Meilleure artiste hip-hop    | Lauréat    |
| 2022  | Elle-même           | Meilleure artiste            | Nomination |
| 2022  | Elle-même           | Meilleure artiste hip-hop    | Lauréat    |
| 2022  | Elle-même           | Meilleure fanbase            | Nomination |
| 2022  | Super Freaky Girl   | Meilleure chanson            | Lauréat    |
| 2022  | Super Freaky Girl   | Meilleur clip                | Nomination |
| 2023  | Elle-même           | Meilleure artiste            | Nomination |
| 2023  | Elle-même           | Meilleure artiste hip-hop    | Lauréat    |
| 2023  | Elle-même           | Meilleure artiste américaine | Lauréat    |
| 2023  | Elle-même/Les Barbz | Meilleurs fans               | Nomination |

### MTV Fandom Awards
Les MTV Fandom Awards sont des récompenses soumises au vote des fans et remises par MTV chaque année dans les domaines de la culture pop, la télévision et le cinéma. Minaj a reçu une nomination en 2015.
| Année | Travail nommé | Catégorie         | Résultat   |
| ----- | ------------- | ----------------- | ---------- |
| 2015  | Barbz         | Fandom de l'année | Nomination |

### MTV Italian Music Awards
Les MTV Italian Music Awards (TRL Awards de 2006 à 2012) sont organisés depuis 2008 par MTV Italy et reconnaissent les artistes et les clips vidéos les plus populaires de l'année. Minaj a reçu une nomination.
| Année | Travail nommé | Catégorie     | Résultat   |
| ----- | ------------- | ------------- | ---------- |
| 2012  | Elle-même     | Meilleur look | Nomination |

### MTV Millenial Awards
Les MTV Millenial Awards sont des prix remis chaque année par la chaîne de télévision MTV Latin America pour récompenser le meilleur de la musique latine et du monde digital de la génération Y, ou millenials. Minaj reçoit une récompense en 2019 et deux nominations en 2020.
| Année | Travail nommé                                 | Catégorie           | Résultat   |
| ----- | --------------------------------------------- | ------------------- | ---------- |
| 2019  | Nicki Minaj vs. Cardi B                       | Ridicule de l'année | Lauréat    |
| 2020  | Say So (Remix) Doja Cat featuring Nicki Minaj | Feat Gringo         | Nomination |
| 2020  | Say So (Remix) Doja Cat featuring Nicki Minaj | Hit Global          | Nomination |

### MTV O Music Awards
Les O Music Awards sont une remise de prix organisée par MTV pour honorer la musique, la technologie et l'intersection entre les deux. C'est un spin-off des VMAs, mais la cérémonie utilise aussi des plateformes en ligne telles que Twitter, YouTube et autres pour déterminer les nommés. Minaj a obtenu une récompense pour un total de six nominations.
| Année | Travail nommé | Catégorie                    | Résultat   |
| ----- | ------------- | ---------------------------- | ---------- |
| 2010  | Elle-même     | Fan Army FTW                 | Nomination |
| 2010  | Elle-même     | Artiste à suivre sur Twitter | Nomination |
| 2010  | Elle-même     | Gif préféré                  | Lauréat    |
| 2011  | Elle-même     | Fan Army FTW                 | Nomination |
| 2012  | Elle-même     | Too Much Ass for TV          | Nomination |
| 2012  | Elle-même     | Most Intense Social Splat    | Nomination |

### MTV Russia Music Awards
Les MTV Russia Music Awards (ou RMAs) ont été inaugurés en 2004 sur MTV Russia pour célébrer la musique russe locale et la musique internationale. Minaj a reçu une nomination.
| Année | Travail nommé | Catégorie          | Résultat   |
| ----- | ------------- | ------------------ | ---------- |
| 2014  | Anaconda      | Vidéo la plus sexy | Nomination |

### MTV Video Music Awards
Les MTV Video Music Awards (ou VMAs) ont été créés en 1984 par la chaîne de télévision musicale américaine MTV. La cérémonie récompense les meilleurs clips vidéo chaque année. Minaj a reçu huit prix pour un total de vingt-quatre nominations.
| Année | Travail nommé           | Catégorie                            | Résultat   |
| ----- | ----------------------- | ------------------------------------ | ---------- |
| 2010  | Massive Attack          | Meilleur nouvelle artiste            | Nomination |
| 2011  | Super Bass              | Meilleure vidéo féminine             | Nomination |
| 2011  | Meilleure vidéo hip-hop | Lauréat                              |            |
| 2011  | Moment 4 Life           | Meilleure vidéo en collaboration     | Nomination |
| 2012  | Beez in the Trap        | Meilleure vidéo hip-hop              | Nomination |
| 2012  | Starships               | Meilleure vidéo féminine             | Lauréat    |
| 2012  | Turn Me On              | Meilleurs effets visuels             | Nomination |
| 2015  | Anaconda                | Meilleure vidéo féminine             | Nomination |
| 2015  | Anaconda                | Meilleure vidéo hip-hop              | Lauréat    |
| 2015  | Bang Bang               | Meilleure vidéo en collaboration     | Nomination |
| 2015  | Hey Mama                | Chanson de l'été                     | Nomination |
| 2017  | Side to Side            | Meilleure chorégraphie               | Nomination |
| 2018  | Chun-Li                 | Meilleure vidéo hip-hop              | Lauréat    |
| 2019  | Hot Girl Summer         | Best Power Anthem                    | Lauréat    |
| 2020  | Tusa                    | Meilleure collaboration              | Nomination |
| 2020  | Tusa                    | Meilleure vidéo latine               | Nomination |
| 2022  | Do We Have a Problem    | Meilleure vidéo hip-hop              | Lauréat    |
| 2022  | Elle-même               | Michael Jackson Video Vanguard Award | Lauréat    |
| 2022  | Super Freaky Girl       | Chanson de l'été                     | Nomination |
| 2023  | Super Freaky Girl       | Meilleure vidéo hip-hop              | Lauréat    |
| 2023  | Super Freaky Girl       | Vidéo de l'année                     | Nomination |
| 2023  | Super Freaky Girl       | Meilleurs effets visuels             | Nomination |
| 2023  | Love In The Way         | Meilleure vidéo R&B                  | Nomination |
| 2023  | Elle-même               | Artiste de l'année                   | Nomination |

### MTV Video Music Awards Brazil
Les MTV Video Music Awards Brazil (ou VMBs) sont organisés chaque année par MTV Brésil depuis 1995. Minaj a été nommée une fois.
| Année | Travail nommé | Catégorie                         | Résultat   |
| ----- | ------------- | --------------------------------- | ---------- |
| 2012  | Elle-même     | Artiste internationale de l'année | Nomination |

### MTV Video Music Awards Japan
Les MTV Video Music Awards Japan sont la version japonaise des MTV VMAs. Inaugurés en 2002 par MTV Japan, ils ont lieu chaque année et récompensent les meilleures vidéos japonaises et internationales. Minaj a été nommée neuf fois.
| Année | Travail nommé       | Catégorie                        | Résultat   |
| ----- | ------------------- | -------------------------------- | ---------- |
| 2011  | Check It Out        | Meilleure vidéo en collaboration | Nomination |
| 2012  | Where Them Girls At | Meilleure vidéo dance            | Nomination |
| 2012  | Where Them Girls At | Meilleure vidéo masculine        | Nomination |
| 2013  | Girl On Fire        | Meilleure vidéo féminine         | Nomination |
| 2013  | Girl On Fire        | Meilleure vidéo R&B              | Nomination |
| 2013  | Beauty and a Beat   | Meilleure vidéo masculine        | Nomination |
| 2013  | Beauty and a Beat   | Meilleure vidéo pop              | Nomination |
| 2015  | Bitch I'm Madonna   | Meilleure vidéo féminine         | Nomination |

### MTV Platinum Video Plays Awards
MTV a inauguré ces récompenses en 2007 pour célébrer les clips vidéo les plus joués sur l'ensemble de son réseau. 58 chaînes MTV à travers le monde soumettent leurs vidéos les plus diffusées lors de l'année précédente. Les récompenses sont décernées en trois niveaux : or (vidéos jouées 5 000 fois), platine (10 000) et double-platine (20 000).
| Année | Travail nommé       | Catégorie | Résultat |
| ----- | ------------------- | --------- | -------- |
| 2012  | Where Them Girls At | Platine   | Lauréat  |
| 2013  | Starships           | Platine   | Lauréat  |
| 2013  | Turn Me On          | Platine   | Lauréat  |

### MTVU Honors
Les MTVU Honors étaient des prix décernés par la chaîne étudiante américaine MTVU jusqu'à sa dissolution en 2018. Minaj a reçu un prix.
| Année | Travail nommé | Catégorie        | Résultat |
| ----- | ------------- | ---------------- | -------- |
| 2010  | Elle-même     | Femme de l'année | Lauréat  |

### MTV2 Sucker Free Awards
Les MTV2 Sucker Free Awards sont des prix décernés par l'émission Sucker Free de la chaîne de télévision américaine MTV2. Minaj a reçu un prix pour sept nominations.
| Année | Travail nommé              | Catégorie                 | Résultat   |
| ----- | -------------------------- | ------------------------- | ---------- |
| 2010  | Hello Good Morning (Remix) | Remix de l'année          | Nomination |
| 2010  | Hold Yuh (Remix)           | Remix de l'année          | Nomination |
| 2010  | 5 Star Chick (Remix)       | Remix de l'année          | Nomination |
| 2010  | My Chick Bad               | Couplet de l'année        | Nomination |
| 2010  | Roger That                 | Couronne du peuple        | Nomination |
| 2011  | Elle-même                  | Artiste qui a dominé 2011 | Nomination |
| 2011  | Young Money                | Meilleur groupe           | Lauréat    |

## MuchMusic Video Awards
Les iHeartRadio MMVAs (autrefois appelé MuchMusic Video Awards) sont des récompenses présentées annuellement sur la chaîne de télévision canadienne MuchMusic depuis 1990 pour honorer les meilleurs vidéoclips de l'année. En 2016, Bell Media et iHeartMedia concluent un accord de licence et renomme le nom de la cérémonie avec la bannière iHeartRadio. Minaj a été nommée quatre fois.
| Année | Travail nommé | Catégorie                                 | Résultat   |
| ----- | ------------- | ----------------------------------------- | ---------- |
| 2010  | BedRock       | Vidéo internationale de l'année - groupe  | Nomination |
| 2012  | Starships     | Vidéo internationale de l'année - artiste | Nomination |
| 2012  | Turn Me On    | Vidéo internationale de l'année - artiste | Nomination |
| 2013  | Va Va Voom    | Vidéo internationale de l'année - artiste | Nomination |

## Music Biz Awards
Les Music Biz Awards sont des récompenses remises chaque année lors de la Music Biz Conference par l'organisme sans but lucratif Music Business Association, basée au New Jersey. Minaj reçoit en 2012 le prix de « Révélation de l'année », honorant la performance exceptionnelle d'un nouvel artiste dans l'industrie.
| Année | Travail nommé | Catégorie             | Résultat |
| ----- | ------------- | --------------------- | -------- |
| 2012  | Elle-même     | Révélation de l'année | Lauréat  |

## Music Choice Awards
Les Music Choice Awards récompensent les vidéos les plus demandées lors de leur diffusion sur la chaîne de vidéo à la demande américaine Music Choice. Minaj reçoit trois prix : le premier pour la vidéo de Your Love qui bat le record de la vidéo la plus demandée sur la chaîne en août 2010 (1 062 915 vues) et le second pour Right Thru Me en novembre de la même année (1 278 807 vues). En mai 2011 elle bat une troisième fois le record avec la vidéo de Super Bass (1 436 807).
| Année | Travail nommé | Catégorie              | Résultat |
| ----- | ------------- | ---------------------- | -------- |
| 2010  | Your Love     | Vidéo la plus demandée | Lauréat  |
| 2010  | Right Thru Me | Vidéo la plus demandée | Lauréat  |
| 2011  | Super Bass    | Vidéo la plus demandée | Lauréat  |

## Music Society Awards
Les Music Society Awards étaient des prix remis en 2016 et en 2017 par la Music Society, un organisme sans but lucratif britannique ayant pour mission d'étudier le monde de la musique pop et la qualité du travail des artistes. Minaj a reçu quatre prix pour un total de onze nominations.
| Année | Travail nommé                                                                                           | Catégorie                                                | Résultat   |
| ----- | --- | -------------------------------------------------------- | ---------- |
| 2016  | The Pinkprint                                                                                           | Album de l'année                                         | Lauréat    |
| 2016  | The Pinkprint                                                                                           | Album hip-hop de l'année                                 | Lauréat    |
| 2016  | Truffle Butter (featuring Drake et Lil Wayne)                                                           | Collaboration, duo ou groupe de l'année                  | Nomination |
| 2016  | Elle-même                                                                                               | Icône de la musique numérique                            | Nomination |
| 2016  | Elle-même                                                                                               | Choix de la rédaction                                    | Lauréat    |
| 2016  | Down In The DM (Remix) (Yo Gotti featuring Nicki Minaj)                                                 | Meilleur début sur une plateforme                        | Nomination |
| 2016  | Only (featuring Drake et Lil Wayne)                                                                     | Enregistrement hip-hop de l'année                        | Nomination |
| 2016  | Hey Mama (David Guetta featuring Bebe Rexha, Afrojack et Nicki Minaj)                                   | Enregistrement dance de l'année                          | Nomination |
| 2017  | Side to Side (Ariana Grande featuring Nicki Minaj)                                                      | Meilleure collaboration pop en duo ou groupe             | Lauréat    |
| 2017  | Black Barbies                                                                                           | Meilleure chanson rap                                    | Nomination |
| 2017  | Do You Mind (DJ Khaled featuring Nicki Minaj, Chris Brown, August Alsina, Jeremih, Future et Rick Ross) | Meilleure collaboration R&B/soul par un duo ou un groupe | Nomination |

## NAACP Image Awards
Les NAACP Image Awards sont des récompenses de cinéma, télévision, musique et littérature remises par la National Association for the Advancement of Colored People qui honorent chaque année depuis 1967 les meilleurs films, musiques, livres, émissions et les meilleurs professionnels de la communauté afro-américaine. Minaj a reçu une nomination.
| Année | Travail nommé | Catégorie                  | Résultat   |
| ----- | ------------- | -------------------------- | ---------- |
| 2011  | Elle-même     | Meilleure nouvelle artiste | Nomination |

## NARM Awards
La National Association of Recording Merchandisers est un organisme sans but lucratif créé en 1958 agissant dans le domaine de la musique. Minaj a reçu une récompense.
| Année | Travail nommé | Catégorie             | Résultat |
| ----- | ------------- | --------------------- | -------- |
| 2011  | Elle-même     | Révélation de l'année | Lauréat  |

## NETHonours
Les NET Honours sont des récompenses décernées depuis 2013 par la publication en ligne nigérienne NET, la source principale d'informations sur le divertissement, la mode et le style en Afrique. Minaj est nommée une fois en 2020.
| Année | Travail nommé | Catégorie                                           | Résultat   |
| ----- | ------------- | --------------------------------------------------- | ---------- |
| 2020  | Elle-même     | Célébrité internationale féminine la plus populaire | Nomination |

## NewNowNext Awards
Les NewNowNext Awards sont une cérémonie organisée chaque année par la chaîne de télévision américaine Logo TV, spécialisée dans un public gay et lesbien. L'évènement célèbre des exploits LGBT et plus généraux dans l'industrie du divertissement et dans la culture populaire. Minaj a été nommée une fois.
| Année | Travail nommé | Catégorie                   | Résultat   |
| ----- | ------------- | --------------------------- | ---------- |
| 2013  | Elle-même     | Meilleure nouvelle coiffure | Nomination |

## New York Music Awards
Les New York Music Awards sont des prix mettant en vedette les artistes musicaux basés ou originaires de New York. Les bénéfices de l'évènement annuel, qui mêle remise de prix et concert, sont reversés à une œuvre de charité. Minaj a reçu cinq prix.
| Année | Travail nommé | Catégorie                          | Résultat |
| ----- | ------------- | ---------------------------------- | -------- |
| 2011  | Elle-même     | Meilleure artiste féminine hip-hop | Lauréat  |
| 2011  | Elle-même     | Révélation de l'année              | Lauréat  |
| 2011  | Monster       | Meilleure collaboration            | Lauréat  |
| 2011  | Your Love     | Meilleur premier single hip-hop    | Lauréat  |
| 2011  | Pink Friday   | Meilleur premier album hip-hop     | Lauréat  |

## NME
NME est un magazine musical hebdomadaire britannique publié depuis 1952. En 2015, Minaj est désignée l'une des People of The Year par NME.
| Année | Travail nommé | Catégorie        | Résultat |
| ----- | ------------- | ---------------- | -------- |
| 2015  | Elle-même     | Personne honorée | Lauréat  |

## NRJ Music Awards
Les NRJ Music Awards sont une cérémonie de récompenses retransmise à la télévision et à la radio. Elle est créée en 2000 par la station de radio NRJ en partenariat avec la chaîne de télévision TF1. Minaj a été nommée six fois.
| Année | Travail nommé       | Catégorie                                  | Résultat   |
| ----- | ------------------- | ------------------------------------------ | ---------- |
| 2013  | Elle-même           | Artiste féminine internationale de l'année | Nomination |
| 2013  | Beauty and a Beat   | Clip de l'année                            | Nomination |
| 2015  | Hey Mama            | Clip de l'année                            | Nomination |
| 2020  | Tusa (avec Karol G) | Collaboration internationale de l'année    | Nomination |
| 2020  | Tusa (avec Karol G) | Chanson internationale de l'année          | Nomination |
| 2022  | Super Freaky Girl   | Reprise ou adaptation de l'année           | Nomination |

## People's Choice Awards
Les People's Choice Awards sont des récompenses américaines décernées chaque année depuis 1975. Comme le nom l'indique, ce ne sont pas des juges qui choisissent les lauréats, mais c'est le public qui vote, via sur internet depuis plusieurs années, pour les artistes, films, séries et musiques ayant le plus marqué la culture populaire l'année précédente. Minaj a reçu six prix pour un total de quinze nominations.
| Année | Travail nommé                         | Catégorie                   | Résultat   |
| ----- | ------------------------------------- | --------------------------- | ---------- |
| 2012  | Elle-même                             | Artiste hip-hop préféré     | Nomination |
| 2013  | Elle-même                             | Artiste hip-hop préféré     | Lauréat    |
| 2015  | Elle-même                             | Artiste hip-hop préféré     | Nomination |
| 2015  | Bang Bang                             | Chanson préférée            | Nomination |
| 2016  | Elle-même                             | Artiste hip-hop préférée    | Lauréat    |
| 2018  | Elle-même                             | Artiste féminine de l'année | Lauréat    |
| 2018  | Queen                                 | Album de l'année            | Lauréat    |
| 2022  | Elle-même                             | Artiste féminine de l'année | Nomination |
| 2022  | Do We Have a Problem                  | Collaboration de l'année    | Nomination |
| 2022  | Super Freaky Girl                     | Chanson de l'année          | Nomination |
| 2024  | Elle-même                             | Artiste féminine de l'année | Nomination |
| 2024  | Elle-même                             | Personnalité de l'année     | Nomination |
| 2024  | Elle-même                             | Artiste hip-hop de l'année  | Lauréat    |
| 2024  | Barbie World (avec Ice Spice et Aqua) | Collaboration de l'année    | Lauréat    |
| 2024  | Pink Friday 2                         | Album de l'année            | Nomination |

## Power Of Influence Awards
La ville de New York a organisé le 26 juin 2017 les Power Of Influence Awards, un dîner au cours duquel plusieurs personnalités ont été récompensées telles que le chanteur John Legend et le joueur de basket-ball Allen Iverson. Minaj a reçu les clés de la ville du Queens, où elle a grandi après avoir quitté Trinité-et-Tobago, pour ses exploits musicaux.
| Année | Travail nommé | Catégorie                                                                        | Résultat |
| ----- | ------------- | -------------------------------------------------------------------------------- | -------- |
| 2017  | Elle-même     | Clés de la ville du Queens « pour réalisations exceptionnelles dans la musique » | Lauréat  |

## Premios DeGira
Les Premios DeGira reflètent chaque année les goûts de la communauté universitaire espagnole. Tous les étudiants du pays votent en ligne pour élire le meilleur dans la musique, les films, la télévision, les jeux vidéo, Internet... Minaj a reçu un prix en 2020.
| Année | Travail nommé       | Catégorie                     | Résultat |
| ----- | ------------------- | ----------------------------- | -------- |
| 2020  | Tusa (avec Karol G) | Meilleure chanson en espagnol | Lauréat  |

## Premios Juventud
Les Premios Juventud sont des prix décernés en Amérique Latine par Univision chaque année pour récompenser le meilleur de la pop culture : musique, cinéma, Internet... Minaj reçoit un prix en 2020.
| Année | Travail nommé       | Catégorie                                   | Résultat |
| ----- | ------------------- | ------------------------------------------- | -------- |
| 2020  | Tusa (avec Karol G) | Chanson qu'on ne peut s'empêcher de chanter | Lauréat  |

## Premios Lo Nuestro
Les Premios Lo Nuestro sont une remise de prix musicaux annuelle organisée par Univision en Amérique Latine. Minaj a reçu deux prix pour quatre nominations en 2021.
| Année | Travail nommé       | Catégorie                          | Résultat   |
| ----- | ------------------- | ---------------------------------- | ---------- |
| 2021  | Tusa (avec Karol G) | Chanson de l'année                 | Lauréat    |
| 2021  | Tusa (avec Karol G) | Collaboration crossover de l'année | Nomination |
| 2021  | Tusa (avec Karol G) | Chanson urbaine de l'année         | Nomination |
| 2021  | Tusa (avec Karol G) | Collaboration urbaine de l'année   | Lauréat    |

## Premios MUSA
La première cérémonie des Premios MUSA, organisée par Ibero Americana Radio Chile, est inaugurée en décembre 2020. Soumises aux votes des internautes, ces prix récompensent le meilleur de la musique chilienne et internationale. Minaj a reçu une nomination en 2020.
| Année | Travail nommé       | Catégorie                                | Résultat   |
| ----- | ------------------- | ---------------------------------------- | ---------- |
| 2020  | Tusa (avec Karol G) | Chanson latine internationale de l'année | Nomination |

## Premios Nuestra Tierra
Les Premios Nuestra Tierra sont une remise de prix annuelle récompensant le meilleur de l'industrie musicale colombienne. Inaugurée en 2007, elle suit un format similaire aux Grammys Awards américains. Minaj a reçu trois récompenses pour quatre nominations en 2020.
| Année | Travail nommé       | Catégorie                  | Résultat   |
| ----- | ------------------- | -------------------------- | ---------- |
| 2020  | Tusa (avec Karol G) | Chanson de l'année         | Lauréat    |
| 2020  | Tusa (avec Karol G) | Chanson urbaine            | Lauréat    |
| 2020  | Tusa (avec Karol G) | Chanson favorite du public | Lauréat    |
| 2020  | Tusa (avec Karol G) | Vidéo de l'année           | Nomination |

## Premios Quiero
Les Premios Quiero sont des récompenses remises par la page Internet de divertissement latino-américaine Quiero Música. Minaj a reçu un prix pour trois nominations en 2020.
| Année | Travail nommé       | Catégorie               | Résultat   |
| ----- | ------------------- | ----------------------- | ---------- |
| 2020  | Tusa (avec Karol G) | Meilleure chorégraphie  | Nomination |
| 2020  | Tusa (avec Karol G) | Meilleure vidéo urbaine | Nomination |
| 2020  | Tusa (avec Karol G) | Vidéo de l'année        | Lauréat    |

## Premios Tu Música Urbano
Les Premios Tu Música Urbano ont été inaugurés le 21 mars 2019 au Coliseo de Porto Rico. Retransmise en direct, la cérémonie est consacrée à la musique « urban latino », un terme désignant le hip-hop latino-américain et le reggaeton. Minaj reçoit une nomination en 2020.
| Année | Travail nommé       | Catégorie        | Résultat   |
| ----- | ------------------- | ---------------- | ---------- |
| 2020  | Tusa (avec Karol G) | Chanson féminine | Nomination |

## Prix du parfum Marie Claire
Les Prix du parfum Marie Claire sont des récompenses honorant les meilleurs parfums et fragrances internationales de l'année. L'événement est organisé par le magazine Marie Claire. Minaj a reçu un prix pour son parfum Pink Friday.
| Année | Travail nommé | Catégorie                               | Résultat |
| ----- | ------------- | --------------------------------------- | -------- |
| 2013  | Pink Friday   | Meilleure eau de parfum d'une célébrité | Lauréat  |

## Q Awards
Les Q Awards sont une cérémonie créée en 1990 par le magazine Q. Elle est reconnue pour ses divers scandales de célébrités qui s'y produisent. Il s'agit d'une des plus grandes cérémonies du Royaume-Uni.
| Année | Travail nommé | Catégorie       | Résultat   |
| ----- | ------------- | --------------- | ---------- |
| 2012  | Starships     | Meilleure vidéo | Nomination |

## Radio Disney Music Awards
Radio Disney Music Awards est le prix de la musique du réseau de radio américain Disney. La première édition de l'événement a eu lieu en 2001 et a été diffusée à partir de 2014 sur Disney Channel.
| Année | Travail nommé                                           | Catégorie          | Résultat   |
| ----- | ------------------------------------------------------- | ------------------ | ---------- |
| 2013  | Beauty and a Beat (Justin Bieber featuring Nicki Minaj) | Chanson de l'année | Nomination |

## Shorty Awards
Les Shorty Awards sont une cérémonie ayant pour but de récompenser le meilleur des réseaux sociaux.
| Année | Travail nommé | Catégorie            | Résultat   |
| ----- | ------------- | -------------------- | ---------- |
| 2016  | Elle-même     | Meilleure musicienne | Nomination |

## Simply Wine Festival Awards
Les Simply Wine Festival Awards sont des récompenses remises lors du festival annuel de vins et spiritueux Simply Wine Fest qui a lieu en Californie. Minaj a reçu un prix pour sa marque de muscat Myx Fusions.
| Année | Travail nommé | Catégorie                     | Résultat |
| ----- | ------------- | ----------------------------- | -------- |
| 2014  | Myx Fusions   | Meilleure boisson prémélangée | Lauréat  |

## Soul Train Music Awards
Les Soul Train Music Awards sont des récompenses décernées chaque année aux États-Unis. Elles sont attribuées aux artistes Afro-Américains œuvrant dans le domaine de la musique et du divertissement. Minaj a reçu un prix pour un total de neuf nominations.
| Année | Travail nommé   | Catégorie                          | Résultat   |
| ----- | --------------- | ---------------------------------- | ---------- |
| 2010  | Elle-même       | Meilleure nouvelle artiste         | Nomination |
| 2010  | Your Love       | Meilleur single hip-hop de l'année | Nomination |
| 2011  | Moment 4 Life   | Meilleur single hip-hop de l'année | Lauréat    |
| 2012  | Starships       | Meilleure performance dance        | Nomination |
| 2013  | High School     | Meilleur single hip-hop de l'année | Nomination |
| 2014  | Pills N Potions | Meilleur single hip-hop de l'année | Nomination |
| 2015  | Feeling Myself  | Meilleure collaboration            | Nomination |
| 2015  | Truffle Butter  | Meilleur single hip-hop de l'année | Nomination |
| 2017  | Rake It Up      | Prix flow & punchlines             | Nomination |

## Spotify Awards
Les Spotify Awards sont une cérémonie annuelle inaugurée en 2020 à Mexico, la capitale mondiale du streaming. Les récompenses sont décernées selon les statistiques d'écoute des utilisateurs de la plateforme suédoise Spotify. Minaj a remporté un prix.
| Année | Travail nommé                 | Catégorie        | Résultat |
| ----- | ----------------------------- | ---------------- | -------- |
| 2020  | Tusa (Karol G et Nicki Minaj) | Chanson du lundi | Lauréat  |

## Steeple Awards
Les Steeple Awards sont une cérémonie créée dans le but de célébrer et d'honorer le meilleur de la musique chrétienne contemporaine. L'évènement rassemble les plus grands noms du gospel et les ecclésiastiques américains les plus connus. Minaj a remporté un prix.
| Année | Travail nommé                                                 | Catégorie               | Résultat |
| ----- | ------------------------------------------------------------- | ----------------------- | -------- |
| 2018  | I'm Getting Ready (Tasha Cobbs-Leonard featuring Nicki Minaj) | Meilleure collaboration | Lauréat  |

## Stellar Awards
Les Stellar Awards sont une remise de prix annuelle créée par la Stellar Awards Gospel Music Academy, visant à récompenser l'excellence en matière de musique gospel. Minaj a été nommée une fois en 2018.
| Année | Travail nommé                                                 | Catégorie                                           | Résultat   |
| ----- | ------------------------------------------------------------- | --------------------------------------------------- | ---------- |
| 2018  | I'm Getting Ready (Tasha Cobbs-Leonard featuring Nicki Minaj) | Single ou performance urbaine/inspirante de l'année | Nomination |

## Sucker Free Awards
En 2011 MTV inaugure la première cérémonie des Sucker Free Awards, une nouvelle remise de prix revenant sur les moments marquants de l'année précédente dans le domaine du hip-hop. Les nommés dans chacune des sept catégories sont déterminés par une combinaison de votes en lignes par les fans et de choix établis par des professionnels de la musique et du divertissement. Minaj a remporté l'un des deux prix pour lesquels elle était nommée.
| Année | Travail nommé | Catégorie                 | Résultat   |
| ----- | ------------- | ------------------------- | ---------- |
| 2011  | Elle-même     | Artiste qui a dominé 2011 | Nomination |
| 2011  | Young Money   | Meilleure clique          | Lauréat    |

## Teen Choice Awards
La cérémonie des Teen Choice Awards est une remise de récompenses américaine annuelle diffusée à la télévision par les compagnies FOX et Global TV, créée en 1999. Cette cérémonie récompense des personnalités et des œuvres des mondes de la musique, de la danse, de la télévision, du sport, du cinéma et autres, en se basant sur leur popularité auprès des adolescents de 13 à 19 ans, qui sont les seuls votants. Minaj a remporté cinq prix pour un total de vingt-trois nominations.
| Année | Travail nommé            | Catégorie                        | Résultat   |
| ----- | ------------------------ | -------------------------------- | ---------- |
| 2010  | Elle-même                | Révélation féminine de l'année   | Nomination |
| 2011  | Elle-même                | Meilleure artiste de R&B/Hip-Hop | Nomination |
| 2011  | Super Bass               | Meilleure chanson de l'été       | Nomination |
| 2012  | Elle-même                | Meilleure artiste de R&B/Hip-Hop | Lauréat    |
| 2012  | Elle-même                | Icône de mode                    | Nomination |
| 2012  | Starships                | Meilleure chanson de R&B/Hip-Hop | Lauréat    |
| 2013  | Elle-même                | Meilleure artiste de R&B/Hip-Hop | Nomination |
| 2013  | Beauty and a Beat        | Single: artiste masculin         | Lauréat    |
| 2014  | Elle-même                | Meilleure artiste de R&B/Hip-Hop | Nomination |
| 2014  | Elle-même                | Artiste féminine de l'été        | Nomination |
| 2014  | Pills N Potions          | Meilleure chanson de R&B/Hip-Hop | Nomination |
| 2014  | Triple Alliance          | Meilleure comédie                | Lauréat    |
| 2015  | Elle-même                | Meilleure artiste de R&B/Hip-Hop | Lauréat    |
| 2015  | Elle-même                | Artiste féminine de l'été        | Nomination |
| 2015  | Elle-même                | Reine du web                     | Nomination |
| 2015  | Bang Bang                | Single: artiste féminine         | Nomination |
| 2015  | Hey Mama                 | Chanson de collaboration         | Nomination |
| 2016  | Elle-même                | Meilleure artiste de R&B/Hip-Hop | Nomination |
| 2016  | Barbershop: The Next Cut | Actrice: Comédie                 | Nomination |
| 2016  | Barbershop: The Next Cut | Meilleure comédie                | Nomination |
| 2017  | Elle-même                | Meilleure artiste de R&B/Hip-Hop | Nomination |
| 2018  | Elle-même                | Meilleure artiste de R&B/Hip-Hop | Nomination |
| 2019  | Elle-même                | Meilleure artiste de R&B/Hip-Hop | Nomination |

## Telehit Awards
Les Telehit Awards (Premios Telehit en espagnol) sont une cérémonie de remise de prix annuelle organisée par la chaîne de télévision mexicaine TeleHit. Minaj a reçu deux prix pour un total de trois nominations.
| Année | Travail nommé     | Catégorie          | Résultat   |
| ----- | ----------------- | ------------------ | ---------- |
| 2013  | Beauty and a Beat | Chanson de l'année | Lauréat    |
| 2014  | Elle-même         | Fessier d'or       | Lauréat    |
| 2017  | Swalla            | Chanson de l'année | Nomination |

## The Boombox Fan Choice Awards
Les Boombox Fan Choice Awards sont présentés par la publication en ligne de hip-hop The Boombox depuis 2014. Minaj a été nommée six fois et a remporté un prix.
| Année | Travail nommé        | Catégorie                  | Résultat   |
| ----- | -------------------- | -------------------------- | ---------- |
| 2015  | Anaconda             | Vidéo hip-hop de l'année   | Lauréat    |
| 2015  | Anaconda             | Chanson hip-hop de l'année | Nomination |
| 2015  | Yasss Bish           | Chanson hip-hop de l'année | Nomination |
| 2015  | Danny Glover (Remix) | Chanson hip-hop de l'année | Nomination |
| 2015  | No Love              | Chanson R&B de l'année     | Nomination |
| 2015  | Flawless (Remix)     | Chanson R&B de l'année     | Nomination |

## The Source Awards
Les Source Awards sont des prix remis par la revue de hip-hop américaine The Source. Minaj a remporté un prix.
| Année | Travail nommé | Catégorie        | Résultat |
| ----- | ------------- | ---------------- | -------- |
| 2012  | Elle-même     | Femme de l'année | Lauréat  |

## Top 50 Music Awards
Les Top 50 Music Awards sont des prix remis par le site musical et classement espagnol Top 50 récompensant le meilleur et le plus populaire de l'année en matière de musique. Minaj a reçu cinq prix pour 11 nominations.
| Année | Travail nommé       | Catégorie                     | Résultat   |
| ----- | ------------------- | ----------------------------- | ---------- |
| 2011  | Elle-même           | Meilleure artiste rap         | Lauréat    |
| 2011  | Super Bass          | Meilleure chanson             | Nomination |
| 2011  | Super Bass          | Meilleure vidéo               | Nomination |
| 2011  | Super Bass          | Meilleure chanson rap         | Lauréat    |
| 2011  | Where Them Girls At | Chanson de l'été              | Lauréat    |
| 2014  | Anaconda            | Meilleure vidéo               | Nomination |
| 2014  | Bang Bang           | Meilleure collaboration       | Lauréat    |
| 2014  | Elle-même           | Meilleure artiste rap/hip-hop | Nomination |
| 2015  | Elle-même           | Meilleure artiste rap/hip-hop | Lauréat    |
| 2016  | Side to Side        | Meilleure vidéo               | Nomination |
| 2016  | Side to Side        | Meilleure chanson américaine  | Nomination |

## UK Asian Music Awards
Les UK Asian Awards (ou UK AMA) étaient une remise de récompenses organisée chaque année au Royaume-Uni par la chaîne de télévision B4U Music. La cérémonie a existé de 2002 à 2012. Minaj a reçu un prix.
| Année | Travail nommé                                            | Catégorie       | Résultat |
| ----- | -------------------------------------------------------- | --------------- | -------- |
| 2011  | 2012 (It Ain't The End) (Jay Sean featuring Nicki Minaj) | Meilleure vidéo | Lauréat  |

## Underground Music Awards
Les Underground Music Awards récompensent les artistes méconnus et les stars montantes de la musique urbaine (rap, hip-hop et R&B). Minaj reçoit un prix en 2008.
| Année | Travail nommé | Catégorie                   | Résultat |
| ----- | ------------- | --------------------------- | -------- |
| 2008  | Elle-même     | Artiste féminine de l'année | Lauréat  |

## Urban Music Awards
Les Urban Music Awards sont une remise de récompenses honorant les artistes hip-hop, R&B, soul et dance. Elle a été créée en 2003 par Jordan Kensington. Minaj a été nommée une fois.
| Année | Travail nommé | Catégorie                         | Résultat   |
| ----- | ------------- | --------------------------------- | ---------- |
| 2018  | Elle-même     | Artiste internationale de l'année | Nomination |

## VEVO Hot This Year Awards
Les VEVO Hot This Year Awards sont des récompenses remises par le site d'hébergement de vidéo Vevo aux artistes ayant les meilleures vidéos de l'année. Les prix, soumis aux votes du public, ont été remis uniquement en 2014. Minaj a remporté deux prix pour un total de quatre nominations.
| Année | Travail nommé                              | Catégorie                        | Résultat   |
| ----- | ------------------------------------------ | -------------------------------- | ---------- |
| 2014  | Anaconda                                   | Vidéo de l'année                 | Nomination |
| 2014  | Anaconda                                   | Meilleure vidéo hip-hop          | Lauréat    |
| 2014  | Anaconda                                   | Meilleure vidéo certifiée        | Nomination |
| 2014  | Bang Bang (avec Ariana Grande et Jessie J) | Meilleure vidéo en collaboration | Lauréat    |

## VH1

### VH1 Big in 2015 with Entertainment Weekly
La chaîne de télévision américaine VH1 et le magazine Entertainment Weekly ont organisé en 2015 la cérémonie des VH1 Big in 2015 pour honorer les artistes et les comédiens qui avaient rythmé l'année. La rappeuse Queen Latifah a présenté la soirée. Nicki Minaj a notamment été honorée aux côtés de Elizabeth Banks, Taraji P. Henson et le casting du film Straight Outta Compton.
| Année | Travail nommé | Catégorie | Résultat |
| ----- | ------------- | --------- | -------- |
| 2015  | Elle-même     | Honorée   | Lauréat  |

### VH1 Do Something Awards
Les Do Something Awards sont organisés par VH1 et l'organisme sans but lucratif Do Something. Ils récompensent les jeunes célébrités de moins de 25 ans qui ont réalisé un travail caritatif exceptionnel dans leurs communautés et dans le monde. Minaj a reçu une nomination.
| Année | Travail nommé              | Catégorie          | Résultat   |
| ----- | -------------------------- | ------------------ | ---------- |
| 2012  | Nicki Minaj & Ricky Martin | Do Something Style | Nomination |

### VH1P Awards
Les VH1P Awards sont inaugurés en 2021 pour célébrer l'anniversaire de la division indienne de la chaîne VH1. Les prix décernés récompensent le meilleur de la musique des seize dernières années. Minaj a reçu trois prix en 2021.
| Année | Travail nommé   | Catégorie                                      | Résultat |
| ----- | --------------- | ---------------------------------------------- | -------- |
| 2021  | Anaconda        | Meilleure chanson pour scandaliser ses parents | Lauréat  |
| 2021  | Super Bass      | Meilleure chanson pour se motiver              | Lauréat  |
| 2021  | Roman's Revenge | Meilleure diss track                           | Lauréat  |

## Virgin Media Music Awards
Les Virgin Media Music Awards sont une remise de récompenses musicales en ligne organisée par Virgin Media. Minaj a été nommée deux fois.
| Année | Travail nommé        | Catégorie               | Résultat   |
| ----- | -------------------- | ----------------------- | ---------- |
| 2011  | Elle-même et Rihanna | Meilleure collaboration | Nomination |
| 2012  | Starships            | Meilleure vidéo         | Nomination |

## Webby Awards
Les Webby Awards sont des prix décernés chaque année par la International Academy of Digital Arts and Sciences pour récompenser l'excellence sur Internet. Minaj a été nommée une fois.
| Année | Travail nommé         | Catégorie      | Résultat   |
| ----- | --------------------- | -------------- | ---------- |
| 2016  | "Miley what's good ?" | GIF de l'année | Nomination |

## World Music Awards
Les World Music Awards sont une cérémonie fondée en 1989, remettant des prix internationaux, qui honore chaque année des artistes internationaux basés sur les chiffres de ventes mondiales fournies par la Fédération internationale de l'industrie phonographique (IFPI). Cette cérémonie des prix est réalisée sous le patronage du prince Albert II de Monaco et se déroule à Monte-Carlo. Minaj a reçu dix-sept nominations pour l'édition 2014.
| Année | Travail nommé               | Catégorie                           | Résultat   |
| ----- | --------------------------- | ----------------------------------- | ---------- |
| 2014  | Elle-même                   | Meilleure artiste du monde          | Nomination |
| 2014  | Elle-même                   | Meilleure artiste féminine du monde | Nomination |
| 2014  | Elle-même                   | Meilleur talent scénique du monde   | Nomination |
| 2014  | Beauty and a Beat           | Meilleure vidéo du monde            | Nomination |
| 2014  | Freaks                      | Meilleure vidéo du monde            | Nomination |
| 2014  | Freaks                      | Meilleure chanson du monde          | Nomination |
| 2014  | Give Me All Your Luvin'     | Meilleure chanson du monde          | Nomination |
| 2014  | Give Me All Your Luvin'     | Meilleure vidéo du monde            | Nomination |
| 2014  | I'm Out                     | Meilleure vidéo du monde            | Nomination |
| 2014  | I'm Out                     | Meilleure chanson du monde          | Nomination |
| 2014  | Love More                   | Meilleure chanson du monde          | Nomination |
| 2014  | Love More                   | Meilleure vidéo du monde            | Nomination |
| 2014  | Starships                   | Meilleure vidéo du monde            | Nomination |
| 2014  | Starships                   | Meilleure chanson du monde          | Nomination |
| 2014  | Turn Me On                  | Meilleure chanson du monde          | Nomination |
| 2014  | Turn Me On                  | Meilleure vidéo du monde            | Nomination |
| 2014  | Pink Friday: Roman Reloaded | Meilleur album du monde             | Nomination |

## WOWIE Awards
Les WOWIE Awards sont des prix décernés chaque année par la compagnie de production américaine World of Wonder afin de récompenser l'excellence dans les domaines de l'art, du divertissement et de l'activisme. Le blog de la compagnie, The WOW Report, annonce les nommés et recueille les votes des internautes. Minaj a remporté un prix pour trois nominations.
| Année | Travail nommé                                 | Catégorie                    | Résultat   |
| ----- | --------------------------------------------- | ---------------------------- | ---------- |
| 2018  | Altercation entre Nicki Minaj et Cardi B      | Moment choc de l'année       | Lauréat    |
| 2020  | Queen Radio                                   | Podcast exceptionnel         | Nomination |
| 2020  | Say So (Remix) Doja Cat featuring Nicki Minaj | Collaboration exceptionnelle | Nomination |

## WSWA Convention Awards
Tous les ans la Wine & Spirit Wholesalers of America Incorporation (ou WSWA) organise une convention où les différents vins et spiritueux présentés par leurs fabricants sont examinés et analysés pour leur qualité et leur saveur. Les meilleurs d'entre eux sont par la suite récompensés lors des WSWA Convention Awards avec une médaille d'or ou d'argent. La marque de boissons alcoolisées Myx Fusions de Nicki Minaj a notamment été récompensée de six médailles d'or et six médailles d'argent.
| Année | Travail nommé        | Catégorie                | Résultat |
| ----- | -------------------- | ------------------------ | -------- |
| 2014  | Myx Fusions          | Standard de vin - argent | Lauréat  |
| 2016  | Myx Tropical Sangria | Standard de vin - argent | Lauréat  |
| 2017  | Myx Fusions          | Standard de vin - argent | Lauréat  |
| 2017  | Myx Fusions          | Standard de vin - or     | Lauréat  |
| 2017  | Myx Fusions          | Standard de vin - or     | Lauréat  |
| 2017  | Myx Fusions          | Standard de vin - or     | Lauréat  |
| 2018  | Myx Tropical Sangria | Standard de vin - or     | Lauréat  |
| 2018  | Myx Tropical Sangria | Standard de vin - or     | Lauréat  |
| 2019  | Myx Tropical Sangria | Standard de vin - or     | Lauréat  |
| 2019  | Myx NV Concord       | Standard de vin - argent | Lauréat  |
| 2019  | Myx Muscat Original  | Standard de vin - argent | Lauréat  |
| 2019  | Myx Muscat Pêche     | Standard de vin - argent | Lauréat  |

## XXLAwards
Les XXL Awards ont honoré le meilleur du hip-hop en 2012. Les nommés et les vainqueurs ont été choisis par l'équipe du magazine américain de hip-hop XXL. Minaj a reçu un prix pour quatre nominations.
| Année | Travail nommé     | Catégorie                                               | Résultat   |
| ----- | ----------------- | ------------------------------------------------------- | ---------- |
| 2013  | Beauty and a Beat | Meilleure collaboration rappeur/non-rappeur             | Nomination |
| 2013  | Beauty and a Beat | Meilleur couplet de rap sur un morceau de Justin Bieber | Nomination |
| 2022  | Elle-même         | Artiste rap féminine de l'année                         | Nomination |
| 2022  | Elle-même         | The People's Champ[réf. nécessaire]                     | Lauréat    |

## Youtube Music Awards
Les YouTube Music Awards (communément abrégé en YTMA) sont une cérémonie de remise de prix présentés par YouTube, visant à récompenser les meilleurs vidéoclips et artistes musicaux hébergés sur le site web. Minaj a reçu un prix pour un total de trois nominations.
| Année | Travail nommé     | Catégorie            | Résultat   |
| ----- | ----------------- | -------------------- | ---------- |
| 2013  | Beauty and a Beat | Vidéo de l'année     | Nomination |
| 2013  | Elle-même         | Artiste de l'année   | Nomination |
| 2015  | Elle-même         | 50 artistes en herbe | Lauréat    |

## Z Awards
Les Z Awards ont été créés par la station de radio WHTZ qui couvre le Grand New York. Les votes sont soumis par les auditeurs, dans différentes catégories : musique, culture populaire et autres. Minaj a été récompensée deux fois pour un total de quatre nominations.
| Année | Travail nommé               | Catégorie                  | Résultat   |
| ----- | --------------------------- | -------------------------- | ---------- |
| 2011  | Pink Friday                 | Album de l'année           | Nomination |
| 2011  | Elle-même                   | Révélation de l'année      | Lauréat    |
| 2011  | Elle-même                   | Meilleure nouvelle artiste | Lauréat    |
| 2012  | Nicki Minaj vs Mariah Carey | Meilleure dispute          | Nomination |

## 4Music Video Honours
La chaîne de télévision musicale britannique 4Music, appartenant au groupe de télévision Channel 4, octroie les 4Music Video Honours aux meilleurs artistes et clips vidéo selon les votes du public. Minaj a remporté deux prix pour un total de neuf nominations.
| Année | Travail nommé                                                     | Catégorie                | Résultat   |
| ----- | ----------------------------------------------------------------- | ------------------------ | ---------- |
| 2011  | Elle-même                                                         | Meilleure vidéo féminine | Nomination |
| 2011  | Super Bass                                                        | Meilleure vidéo          | Nomination |
| 2011  | Super Bass                                                        | Meilleur big beat        | Lauréat    |
| 2012  | Elle-même                                                         | Meilleure vidéo féminine | Nomination |
| 2012  | Meilleure artiste R&B/dance                                       | Lauréat                  |            |
| 2012  | Starships                                                         | Meilleure vidéo          | Nomination |
| 2012  | Pound the Alarm                                                   | Meilleure vidéo          | Nomination |
| 2012  | Turn Me On                                                        | Meilleure vidéo          | Nomination |
| 2012  | Give Me All Your Luvin' (Madonna featuring Nicki Minaj et M.I.A.) | Meilleure vidéo          | Nomination |